# 명성황후 생가
명성황후 생가(明成皇后 生家)는 경기도 여주시 여주읍 능현리에 있는, 조선 고종(재위 1863∼1907)의 비 명성황후(1851∼1895)가 태어나서 8살 때까지 살던 집이다. 1973년 7월 10일 경기도의 유형문화재 제46호로 지정되었다.

## 개요
명성황후 생가는 명성황후가 출생하여 8세까지 살던 집이다. 현재 생가가 복원되어 있고, 그 옆에 감고당과 명성황후 기념관이 존재한다. 조선 26대 임금인 대한제국 고종의 처가(妻家)이자 27대 임금인 대한제국 순종의 외가로 있던 곳이기도 하다.

### 명성황후 역사
명성황후는 민치록의 딸로 철종 2년(1851)에 여주에서 태어나 16살에 고종의 왕비가 되었다. 그 후 정치에 참여하여 개화정책을 주도해 나갔으나, 고종 32년(1895) 을미사변 때 일본인에 의해 살해되었다. 능은 청량리에 있었다가 1919년 고종황제가 세상을 떠나자 홍릉으로 함께 합장되었다.

## 명성황후 생가 유적지 상세

### 명성황후 생가
명성황후 생가는 숙종 13년(1687)에 처음 지어진 집으로, 그 당시 건물로는 안채만이 지금까지 남아 보존되고 있다. 1985년에는 대대적인 생가 복구가 진행이 되었다. 1996년에 안채가 수리되었고 행랑채와 사랑채, 별당채 등이 함께 지어져 원래의 모습을 되찾았다. 명성 황후가 어렸을 때 공부했다는 방이 있었던 자리에 탄생을 기념해 세운 "명성황후 탄강구리(明成皇后 誕降舊里)"(뜻: 명성황후가 태어나신 옛 마을)이라 새겨진 비가 세워져 있다. 명성황후 생가는 조선 중기 살림집의 특징을 잘 보여주고 있는 집이다.

### 명성황후 기념관
명성황후 생가 맞은편에 위치한 명성황후 기념관은 왜곡된 역사를 바로 세워 올바른 역사관을 정립하고자 하는 목적에 건립한 기념관이다. 520㎡의 전시실은 명성황후의 궁중 유물 및 각종 문서, 고종의 영정 등을 비롯한 관련 자료들이 전시되어 있다. 계절에 따라 변화하는 자연경관과 잘 어우러져 봄, 가을로 많은 관광객이 찾는 곳이다. 기념관 주변으로 넒은 주차장과 공중화장실, 연못 등을 설치하여 관람객의 편의를 도모하고 있다.

### 감고당
감고당(感古堂)은 조선 후기에 건축된 건물로, 조선 고종의 왕후 명성황후 민비의 생가이자 숙종비 인현왕후의 친정아버지 민유중의 묘소를 관리하면서 지키던 묘막이었다. 인현왕후가 친정을 배려하기 위해 지은 건물이었다. 감고당은 조선왕조에서 두 왕비를 배출한 역사적 가치가 높은 건물이다.

### 문예관
문예관은 2002년에 개관한 161석 규모의 공연장이다.

### 명성황후 생가 유적
- 민유중의 묘와 신도비: 숙종의 장인인 민유중의 묘(여주시 향토유적 제5호)
- 명성황후탄강구리비: 명성황후의 탄생 마을을 기념하기 위한 비석(경기도 유형문화재 제41호)
- 명성황후순국숭모비: 1981년 건청궁에 있던 순국숭모비는 명성황후 시해 112주기를 맞이하며 2007년에 명성황후 생가유적지로 이전
- 하마비: 지위고하를 막론하고 말에서 내려 걸어야 하는 표식
- 명성황후 추모비: 명성황후를 추모하기 위한 비

## 갤러리

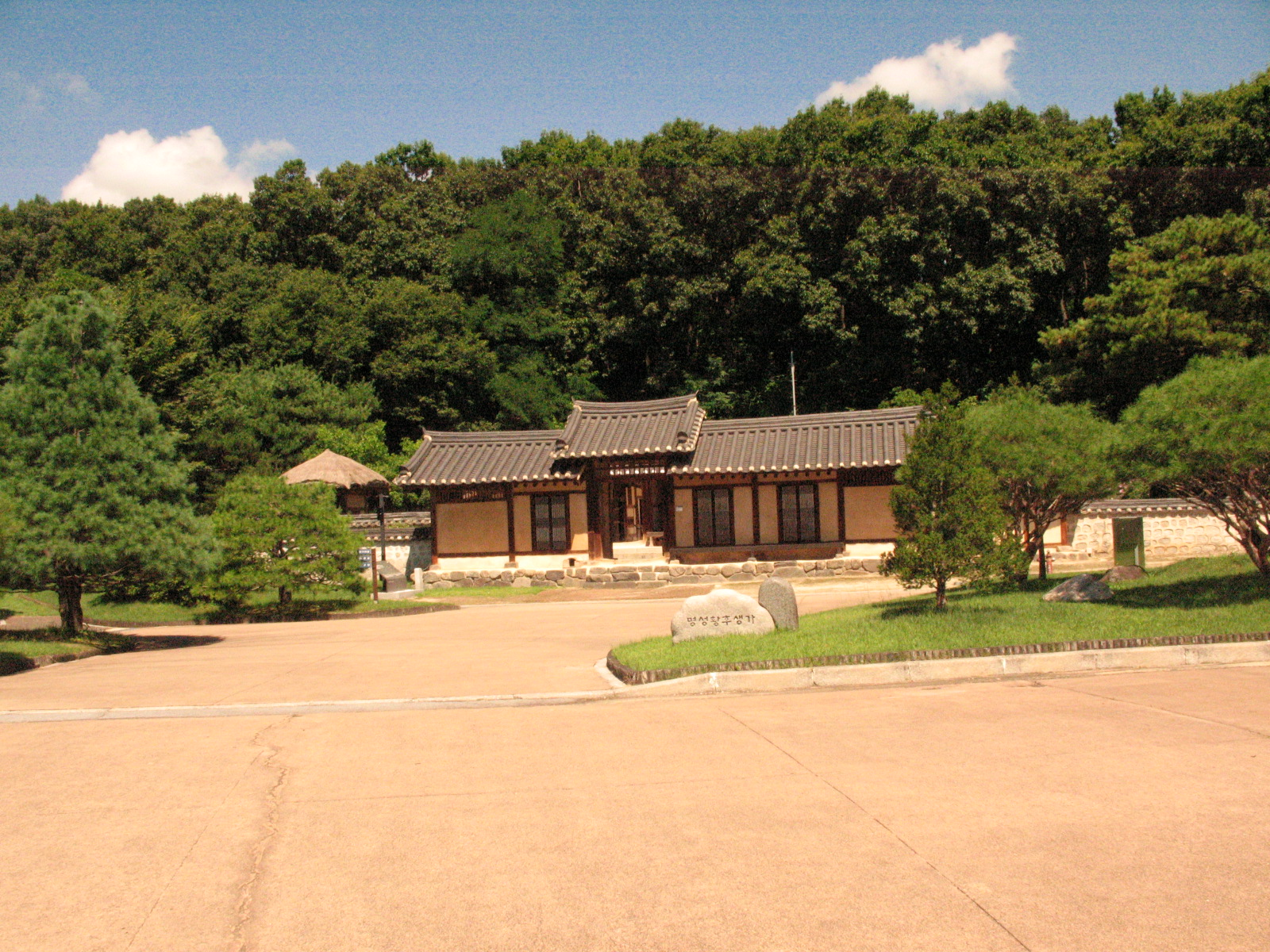
명성황후 생가 전경
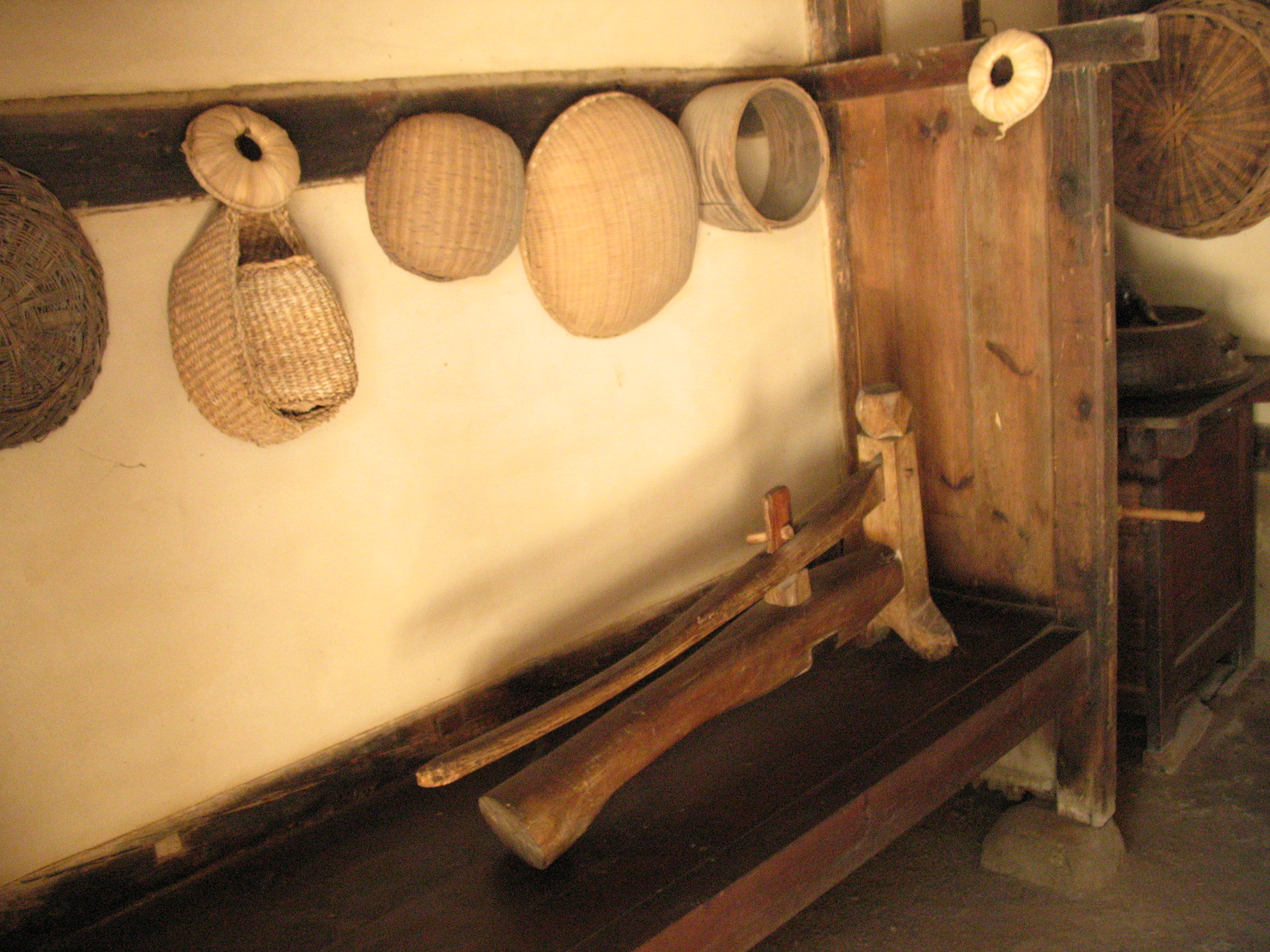
명성황후 생가 헛간
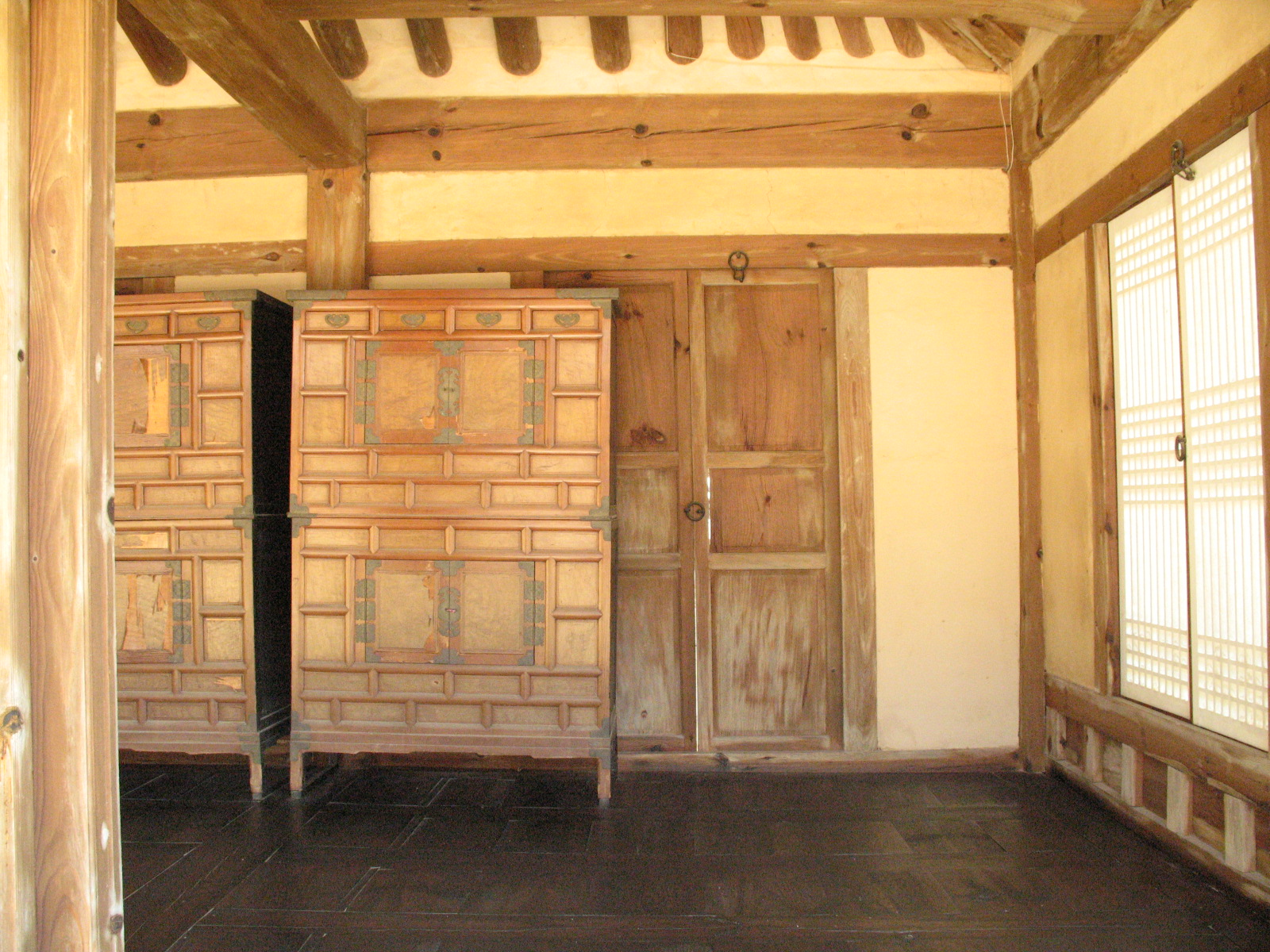
명성황후 생가 마루
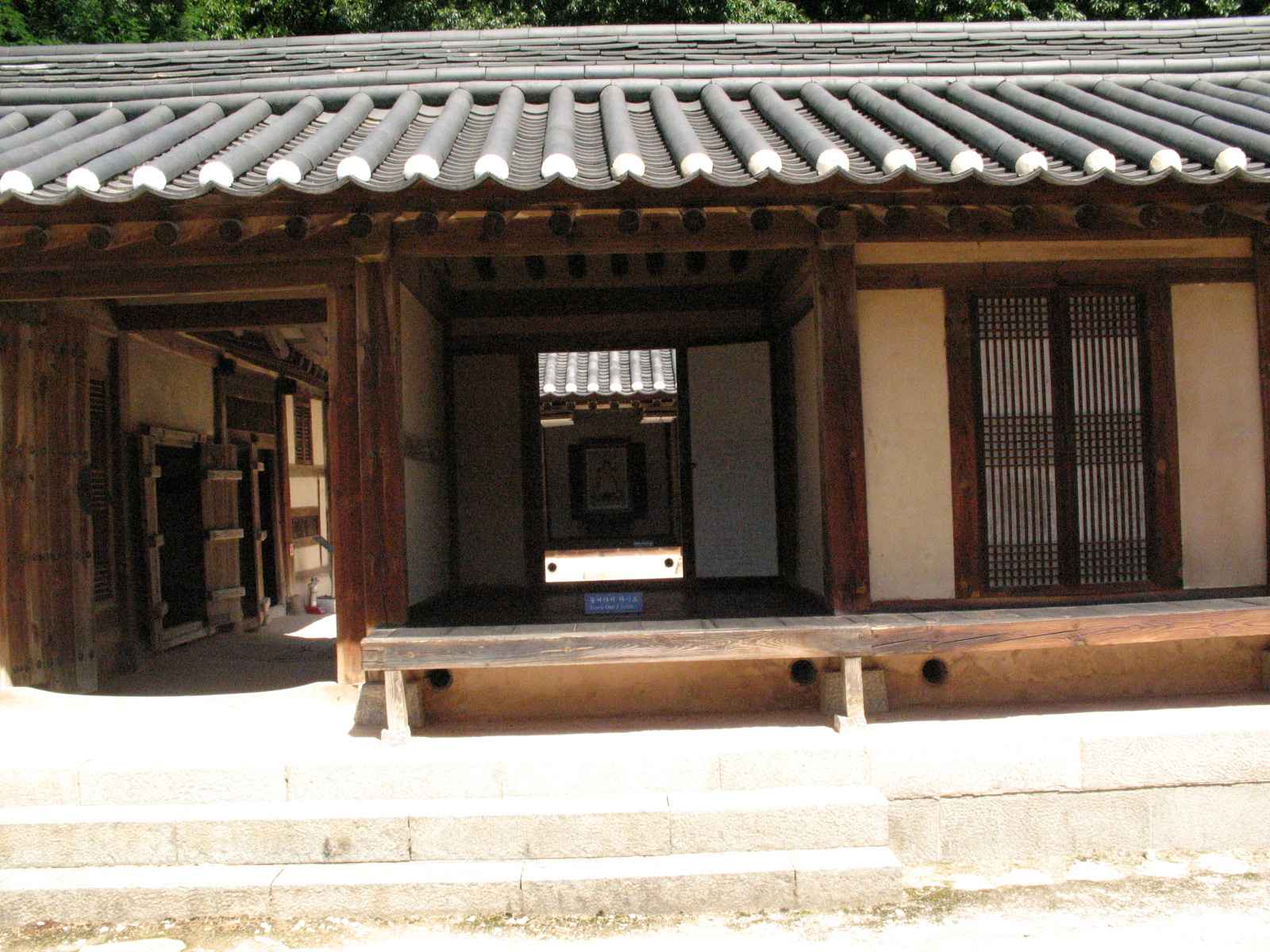
명성황후 생가 사랑채
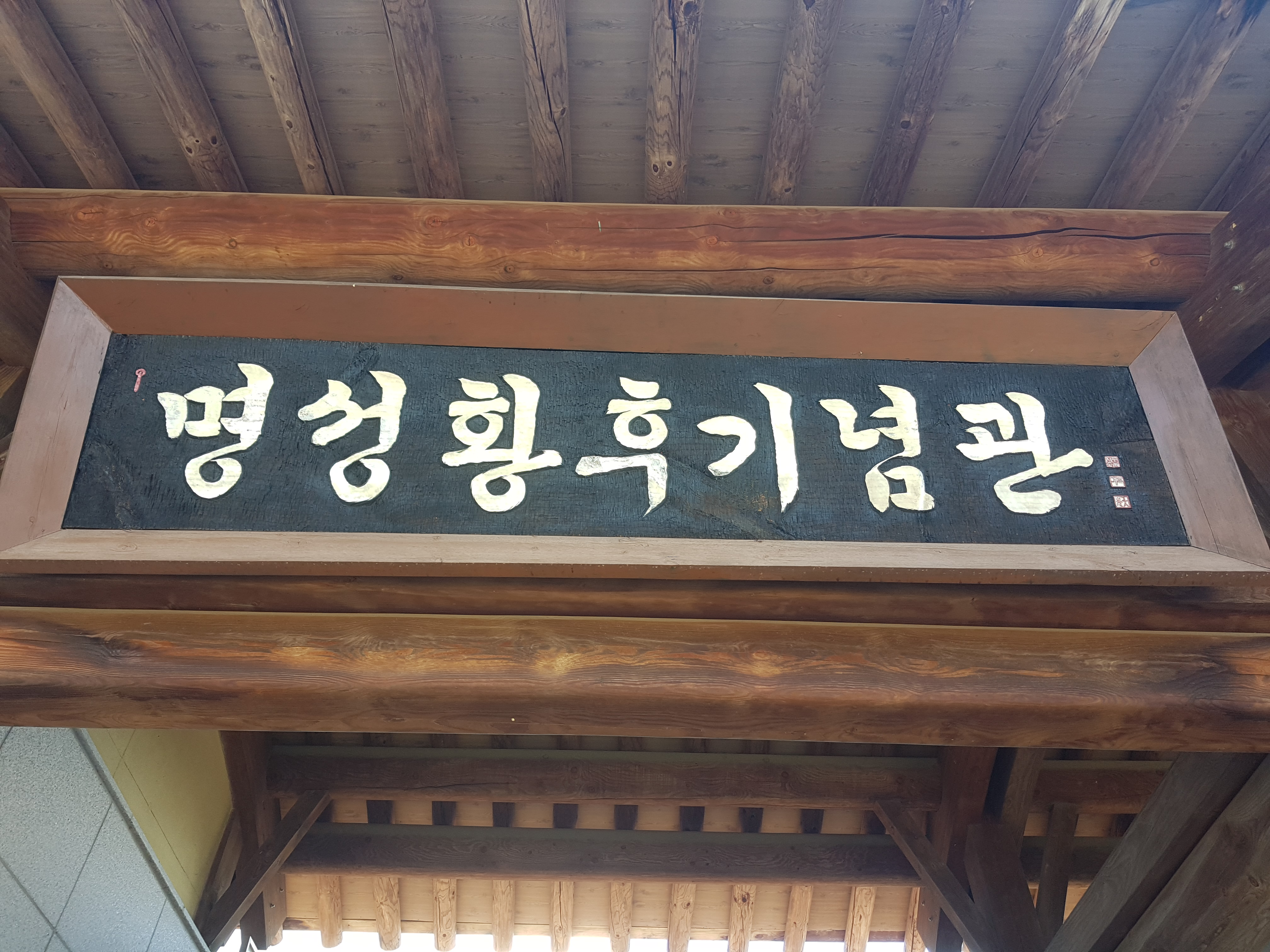
명성황후 기념관 현판
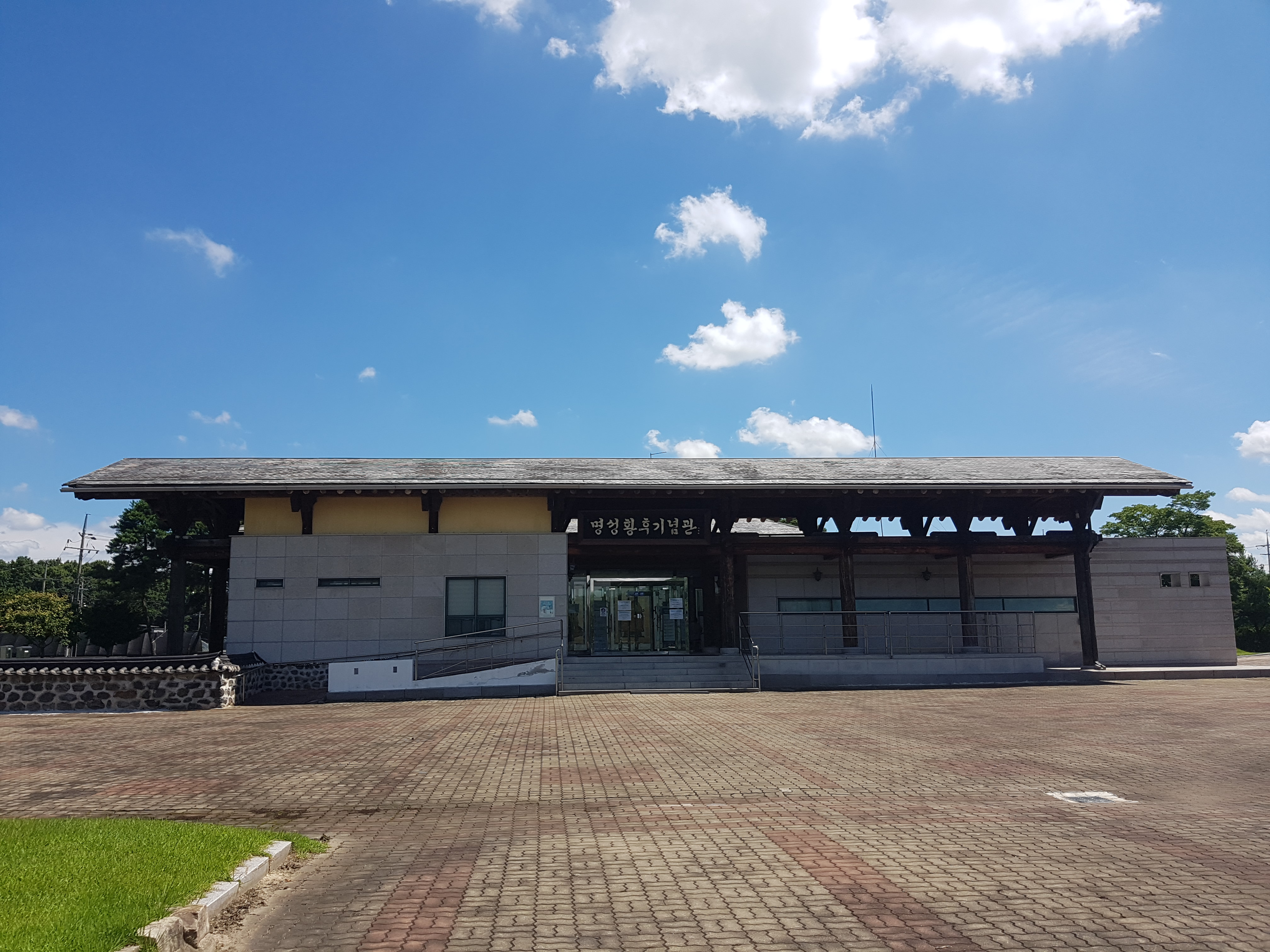
명성황후 기념관
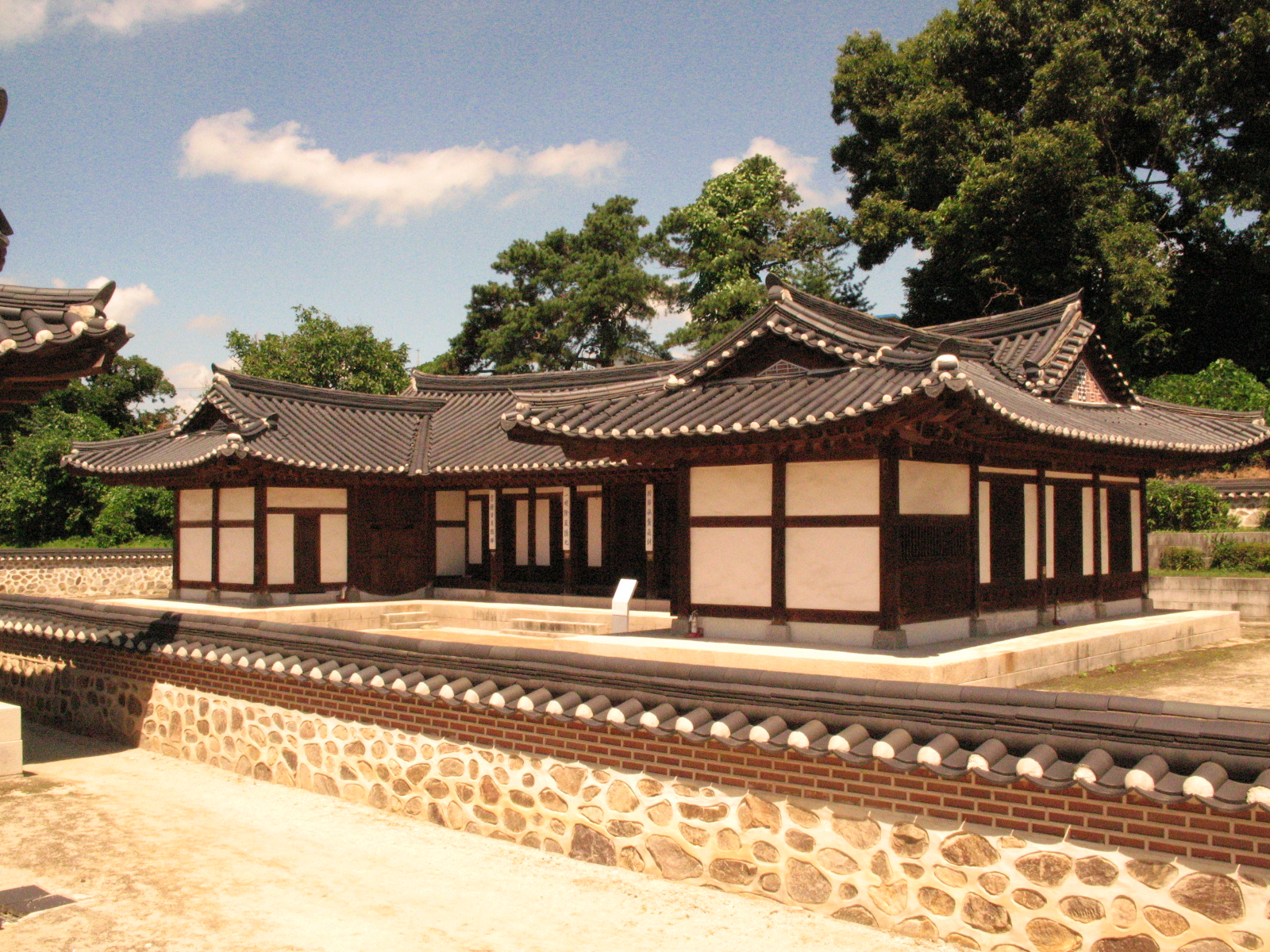
명성황후 어린시절 나신 감고당 안채
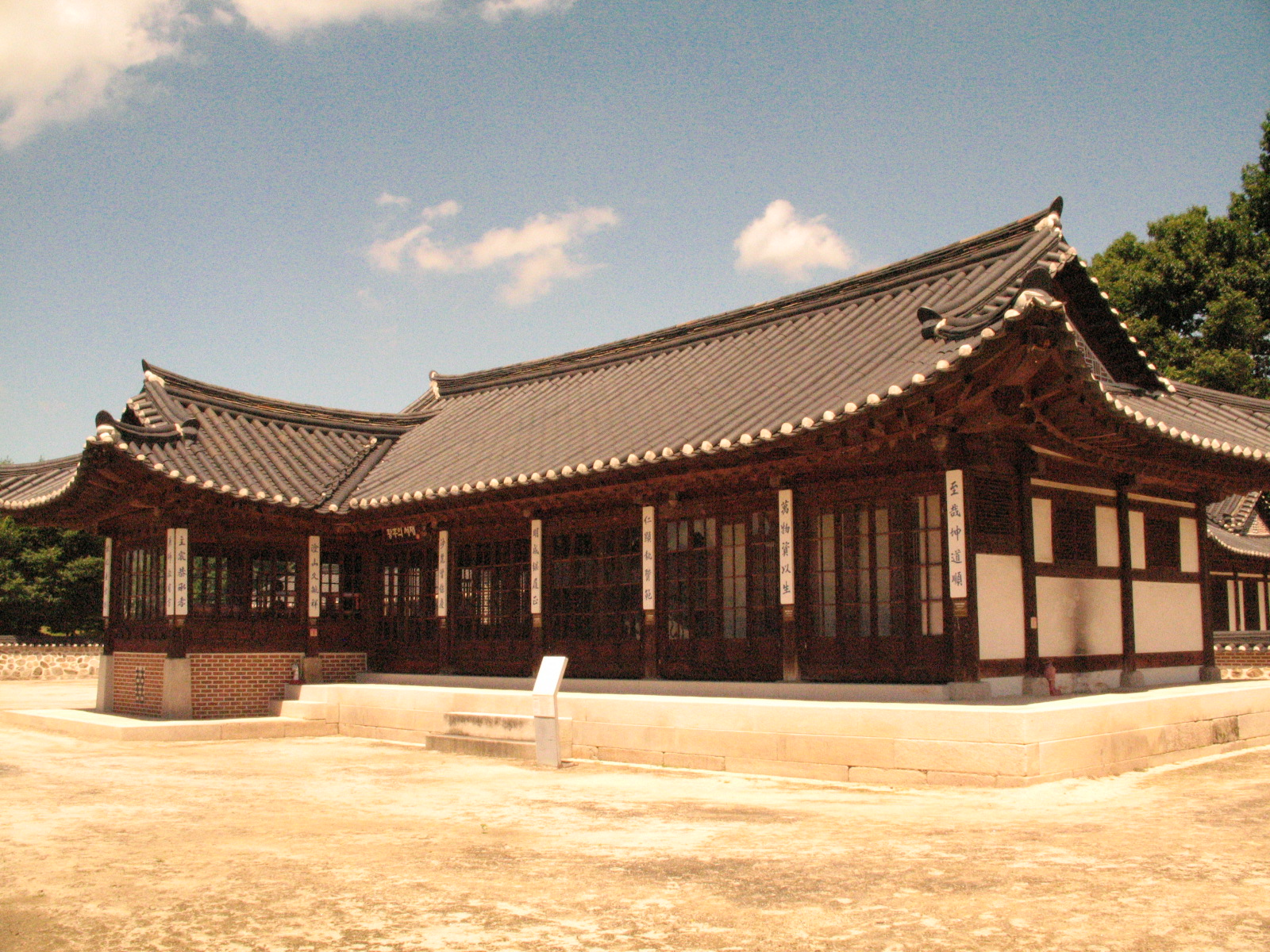
감고당 사랑채 전경
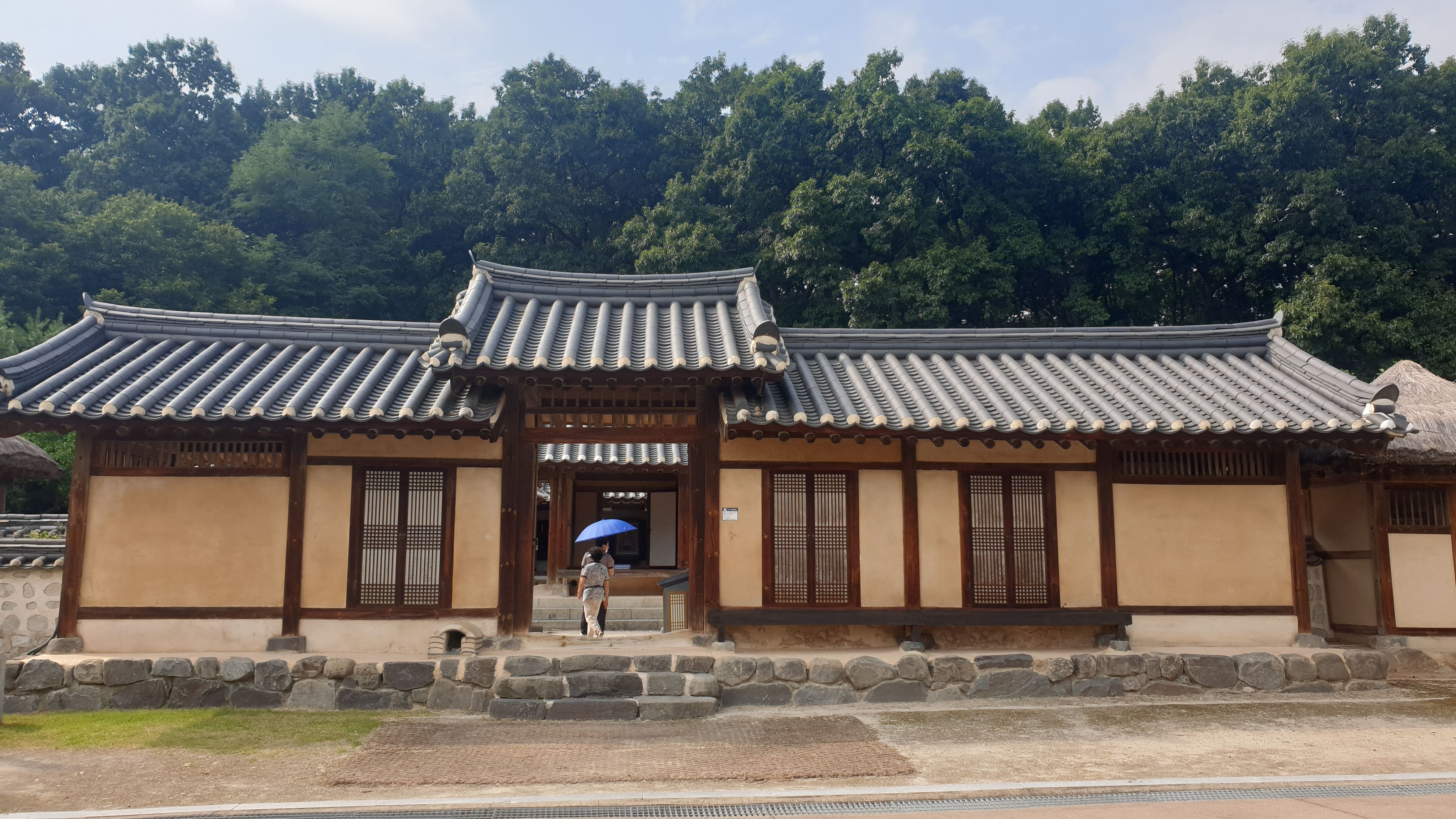
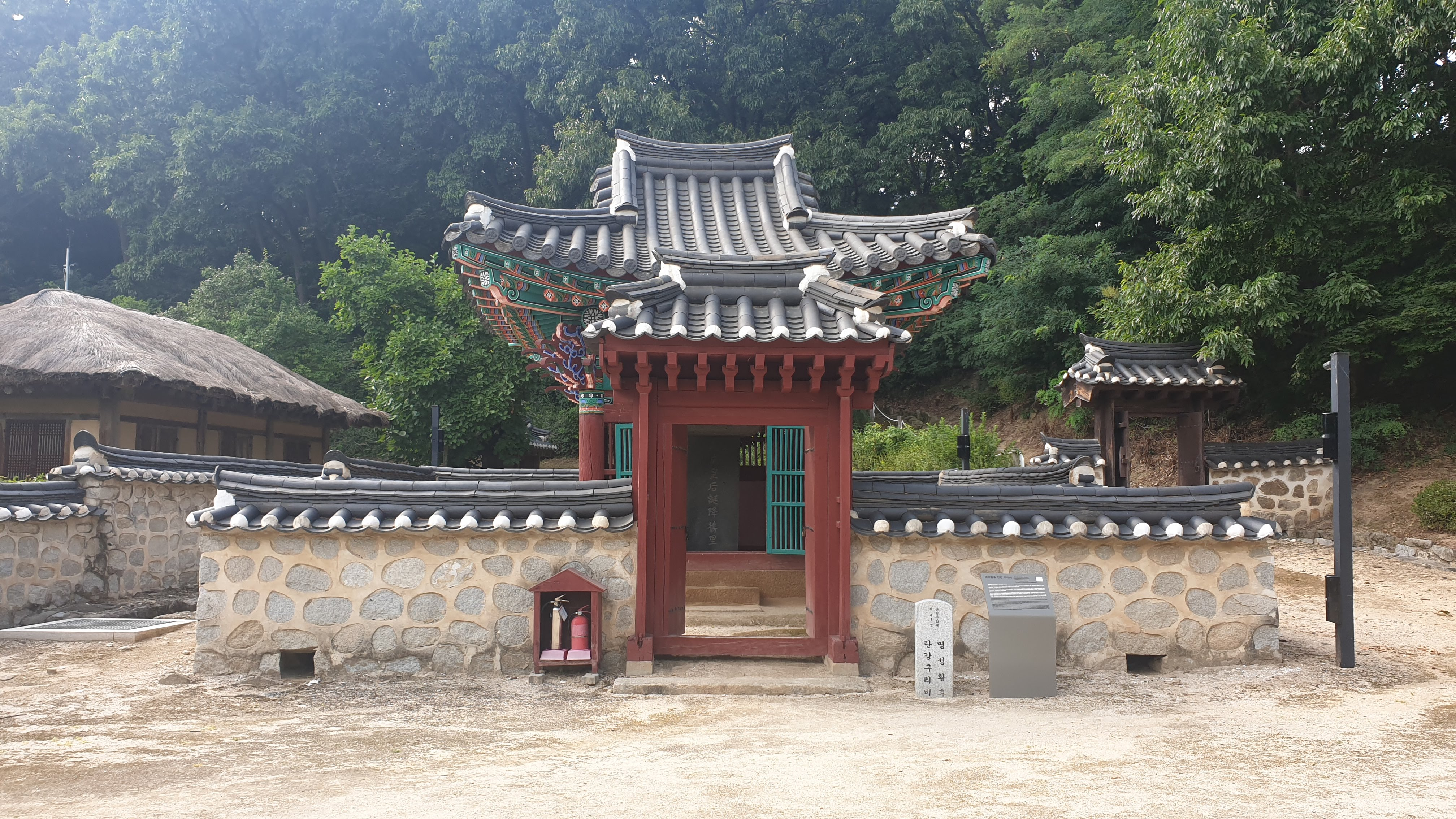
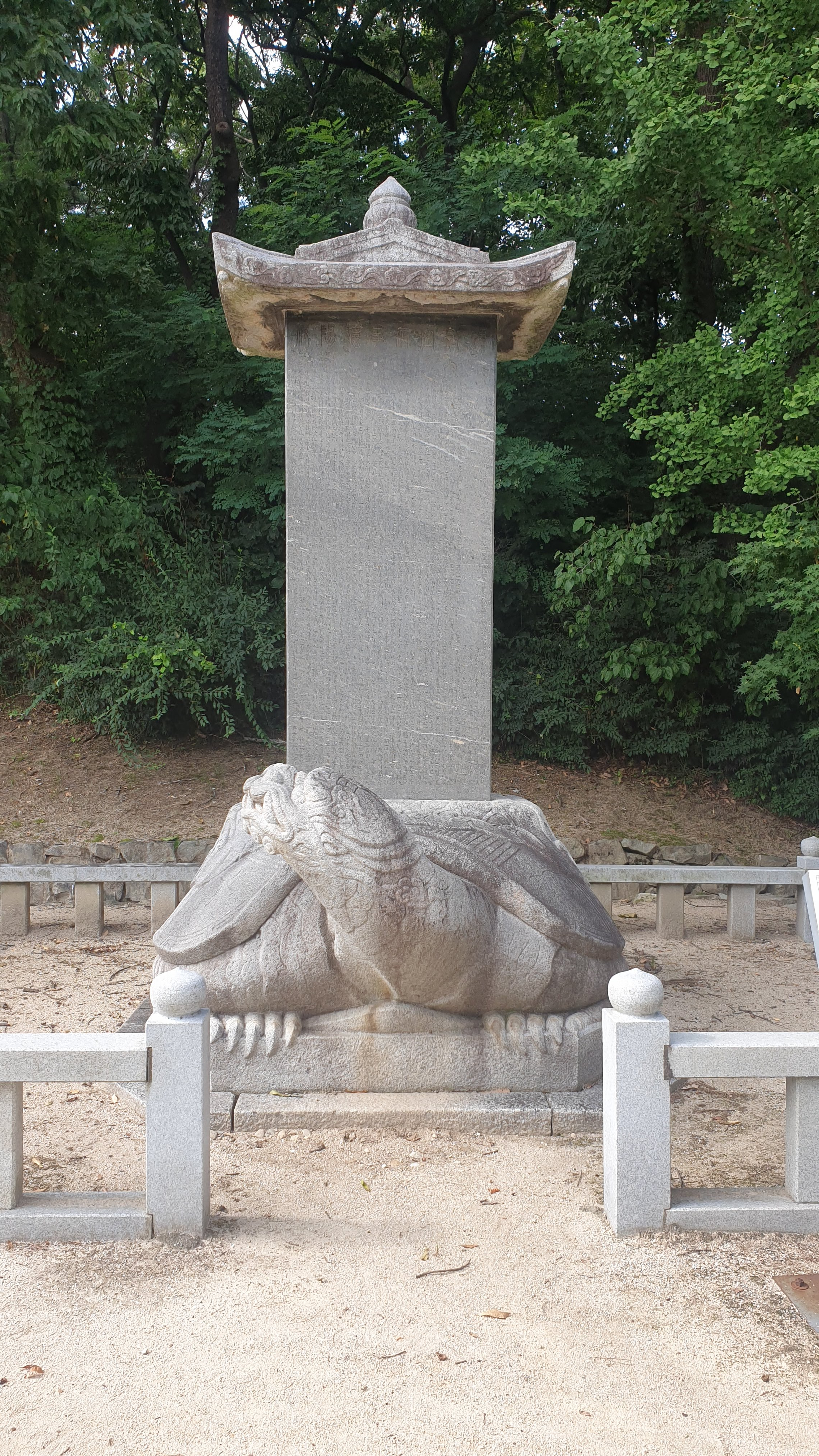
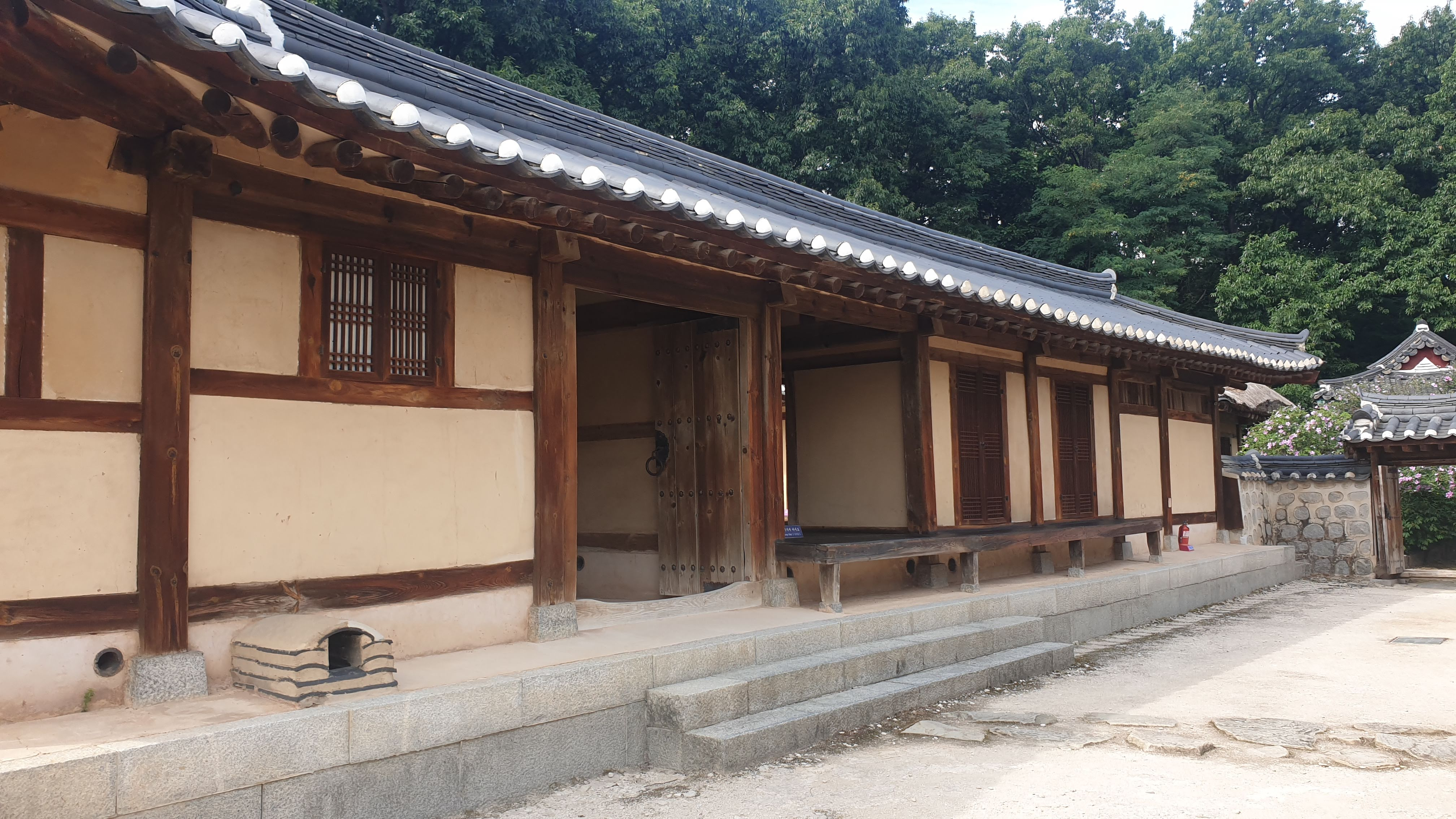
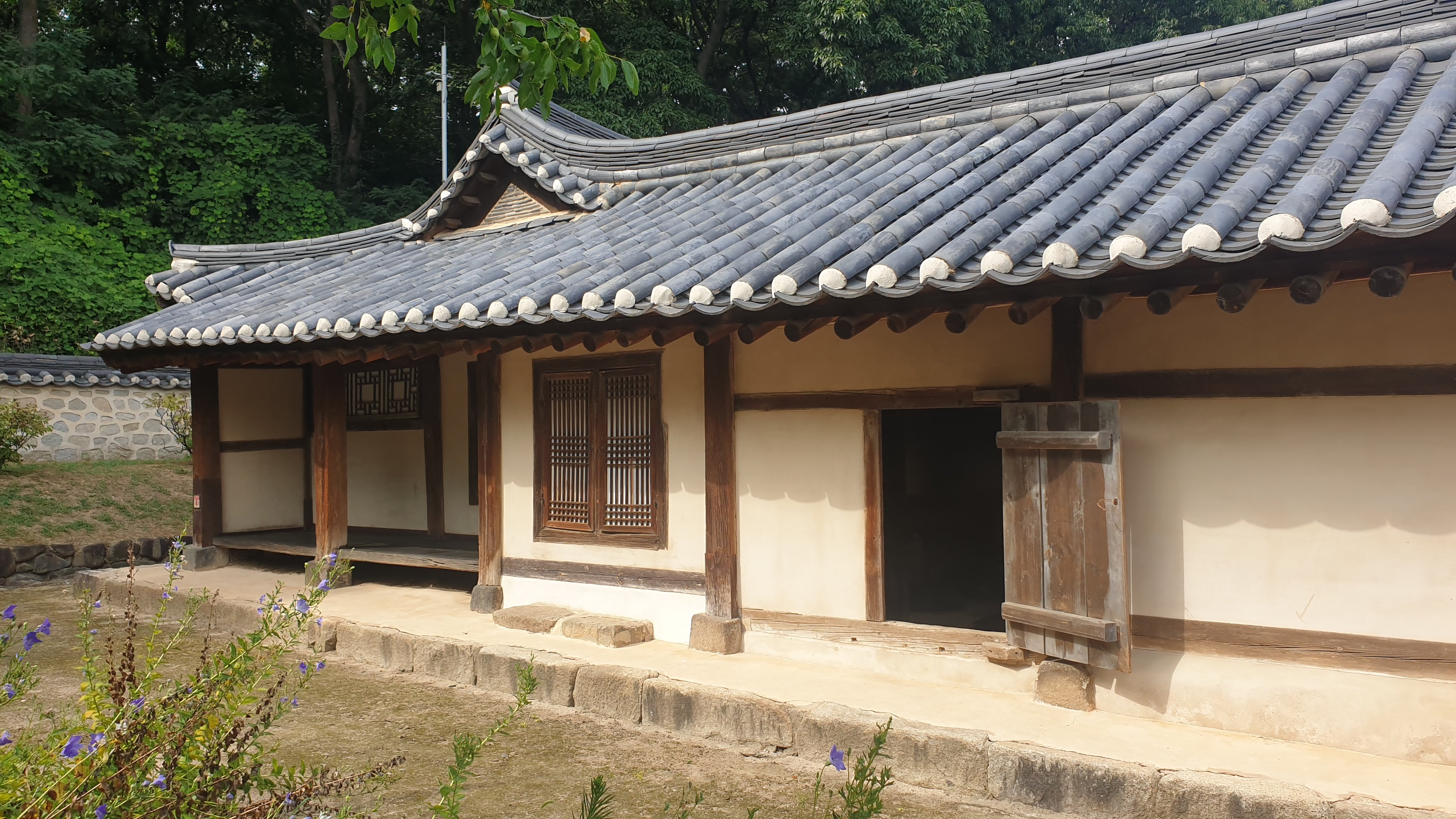
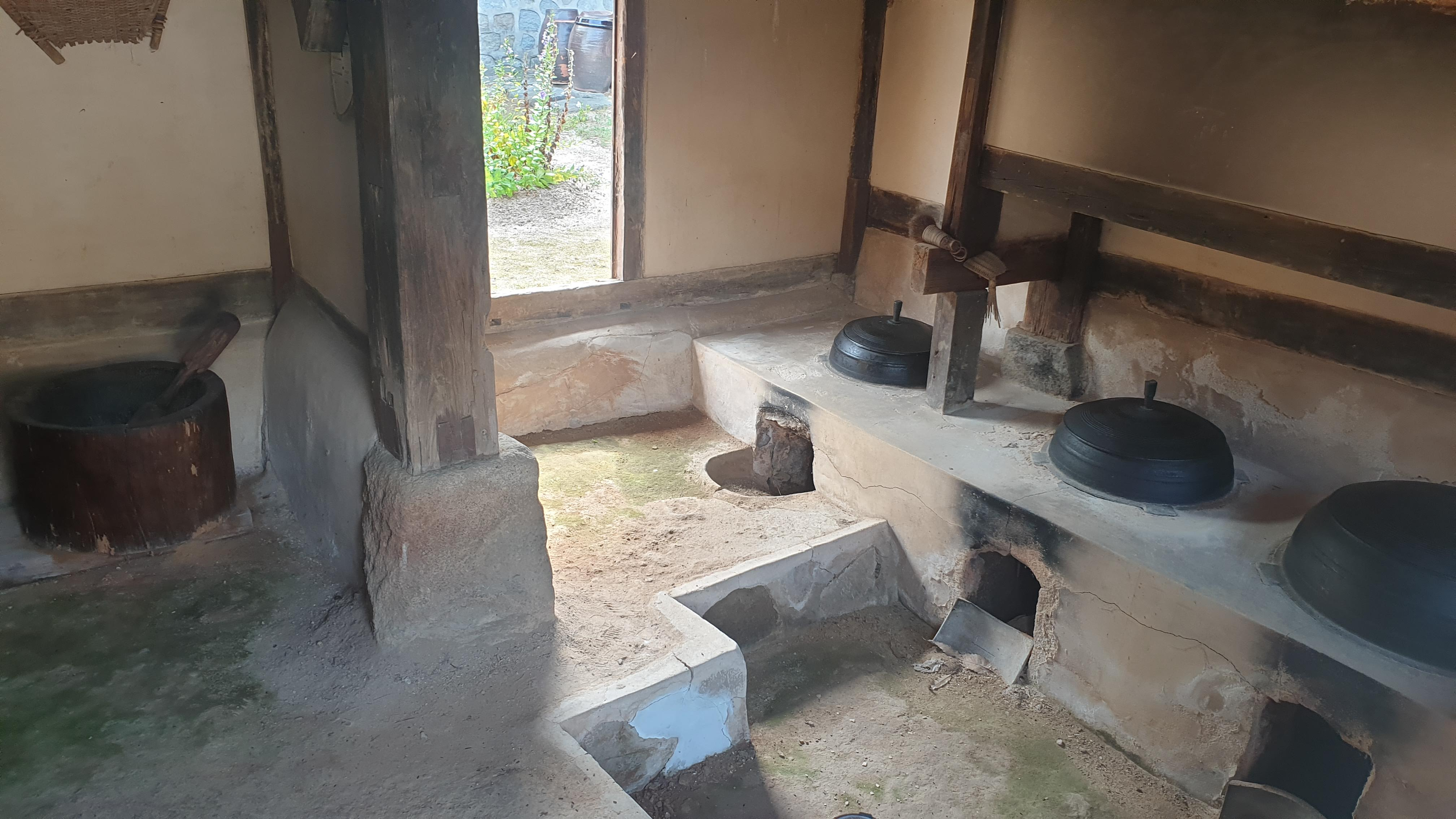
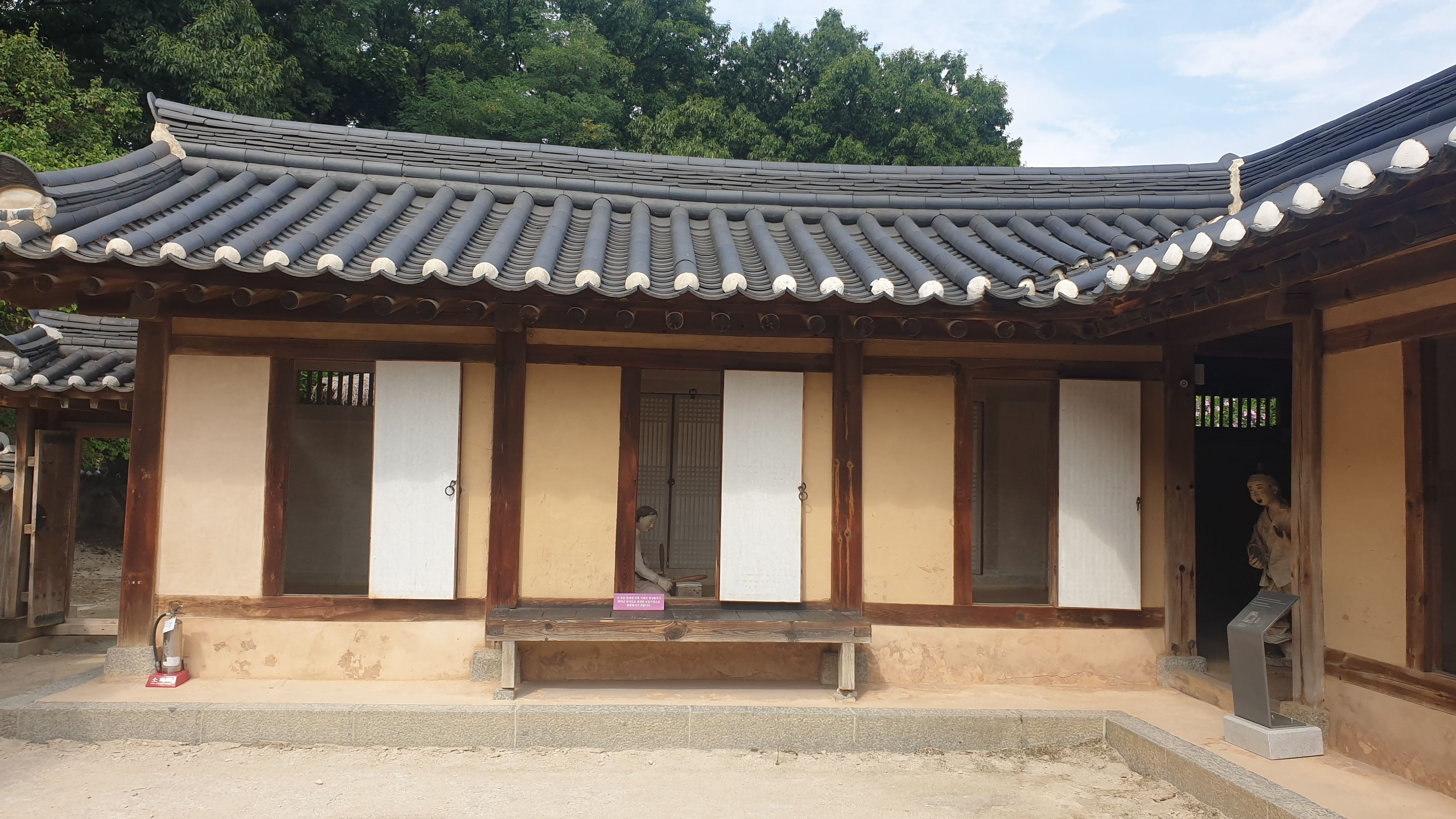
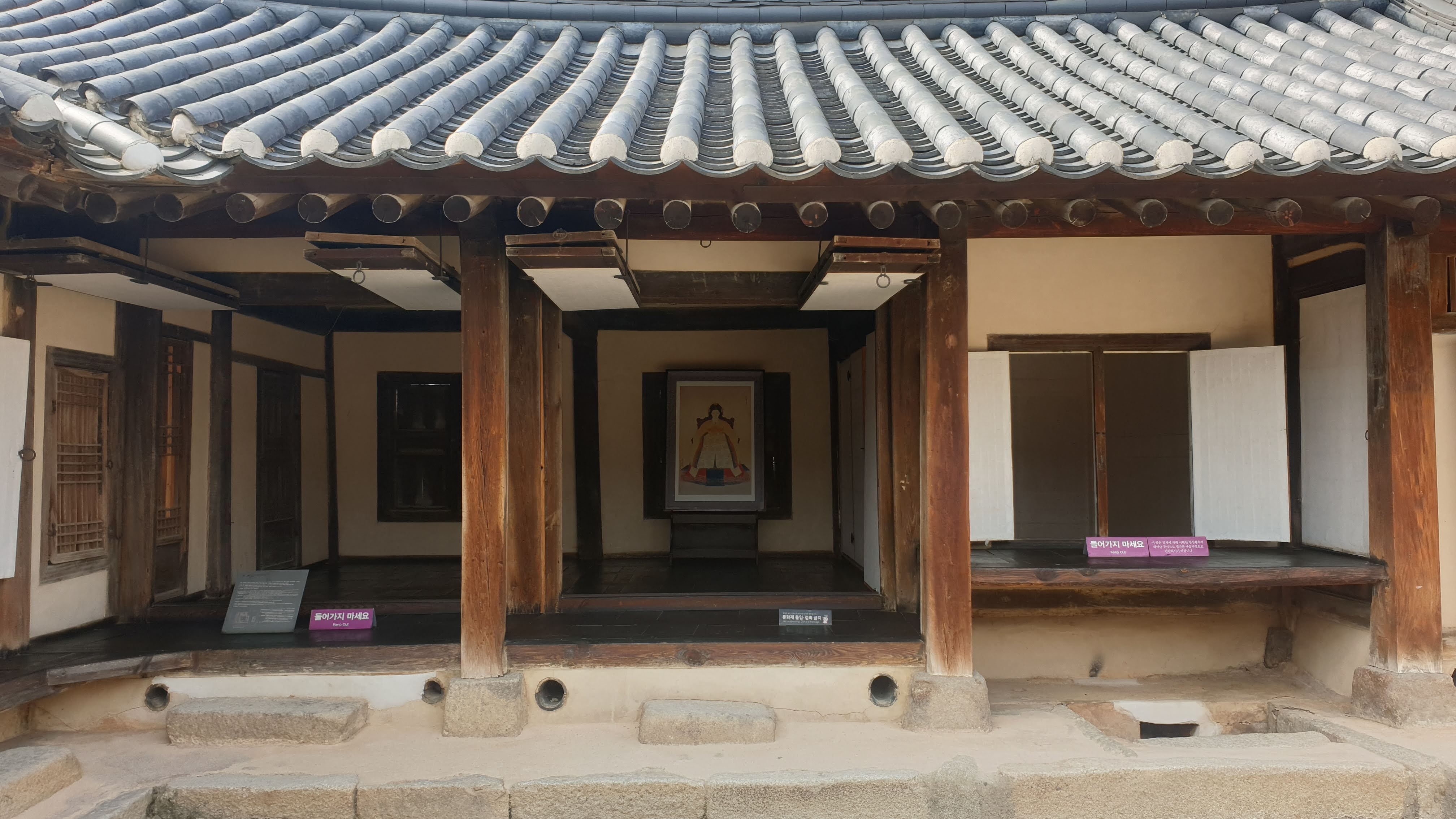
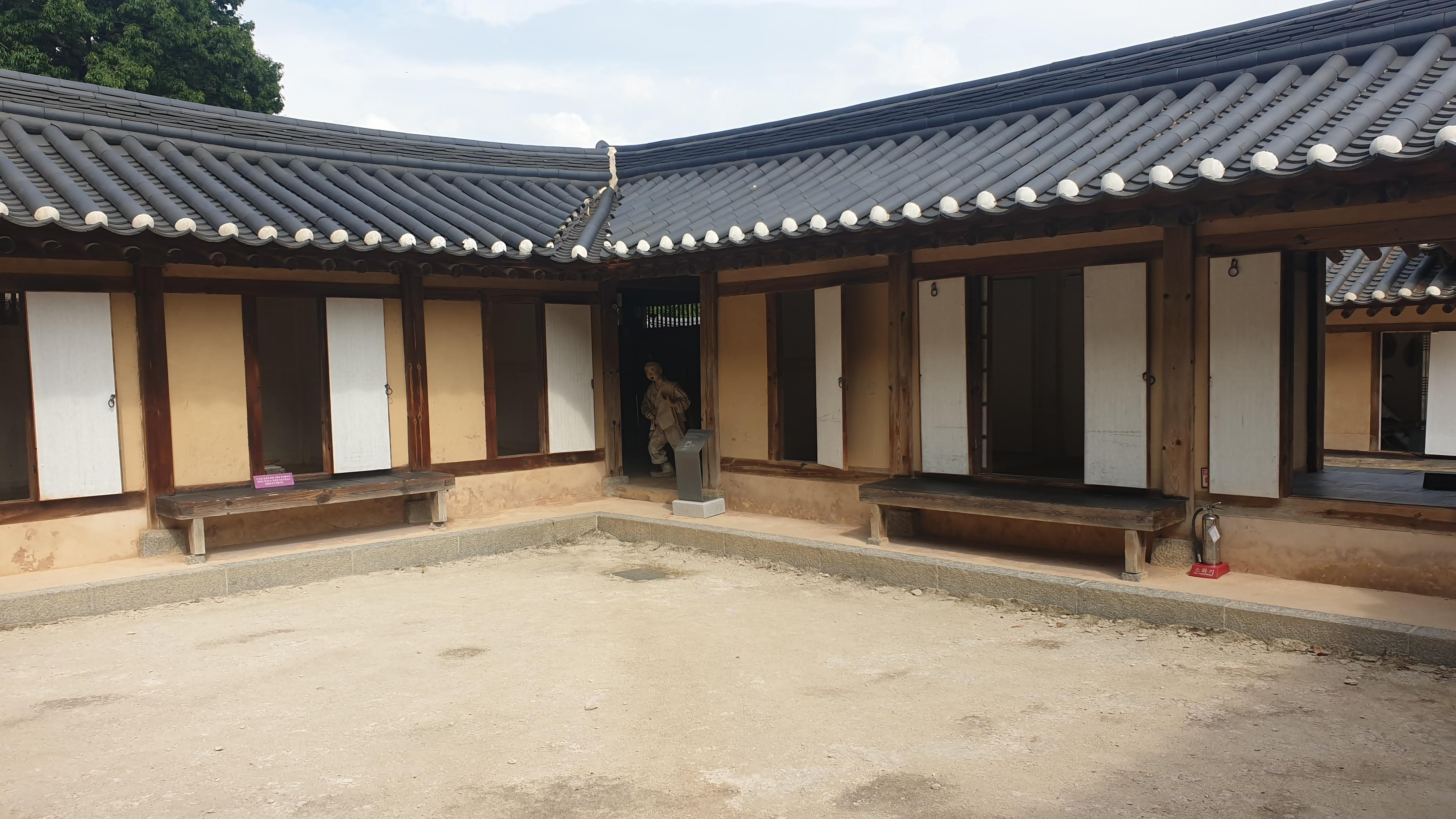
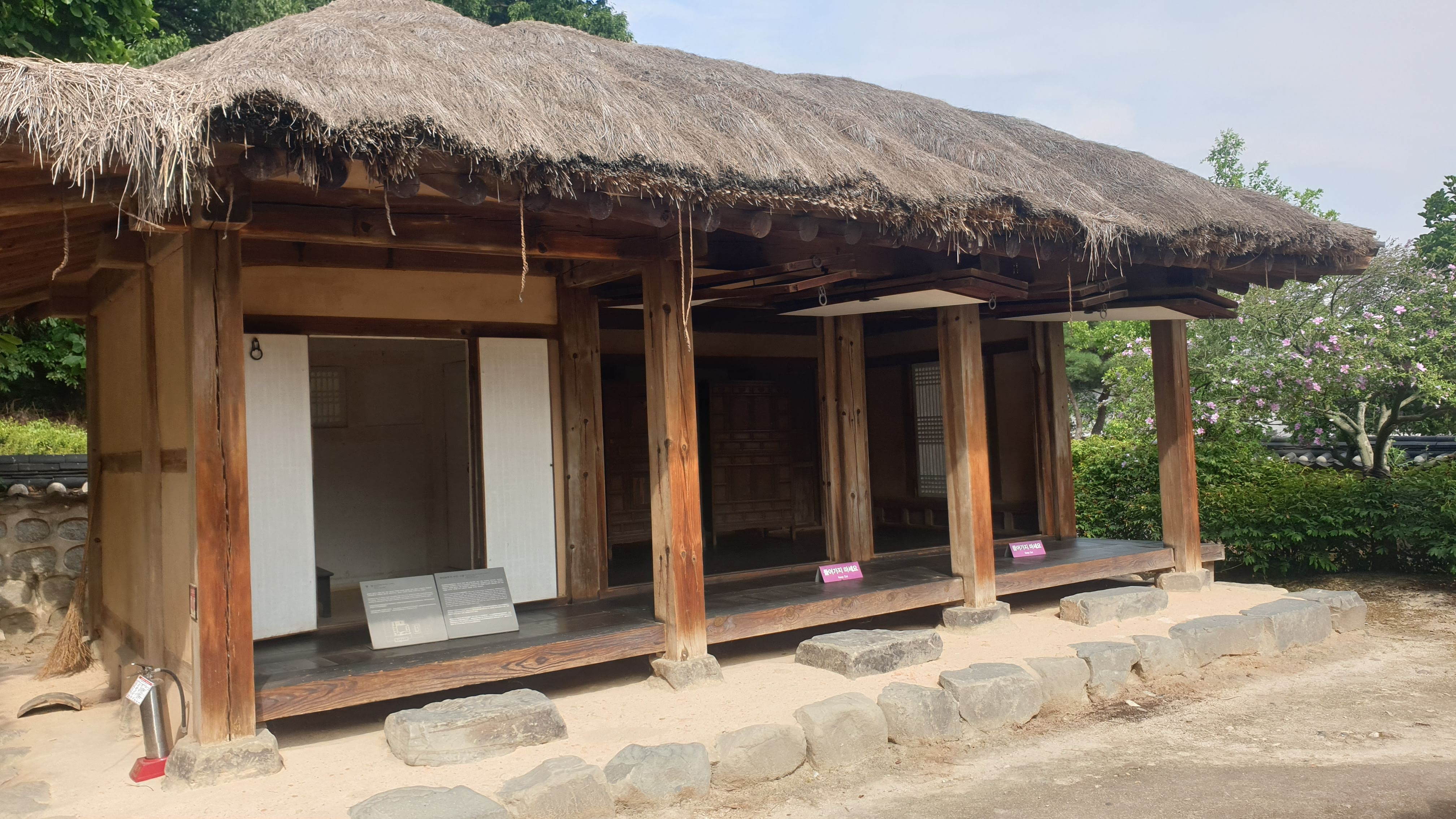
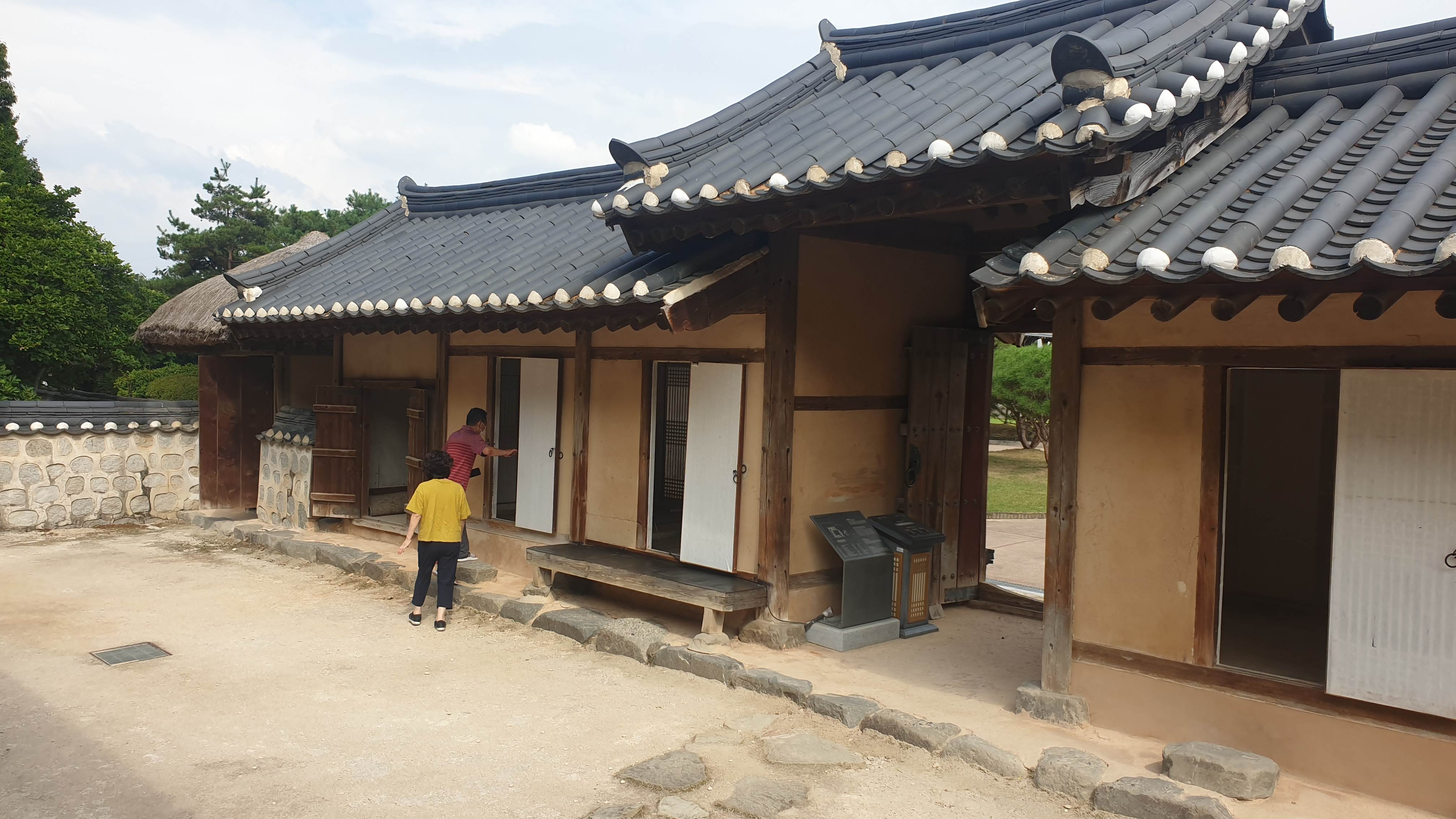
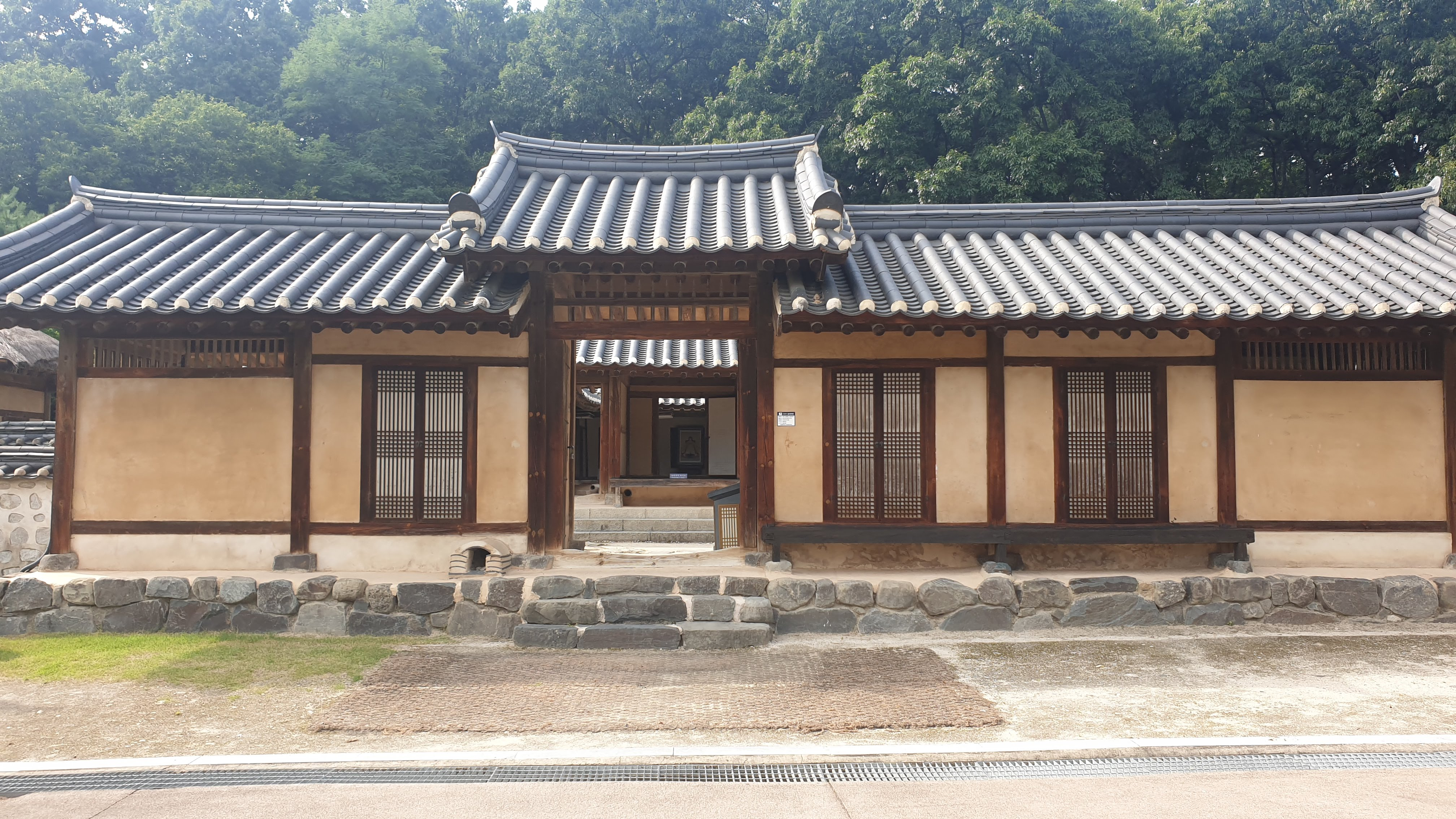
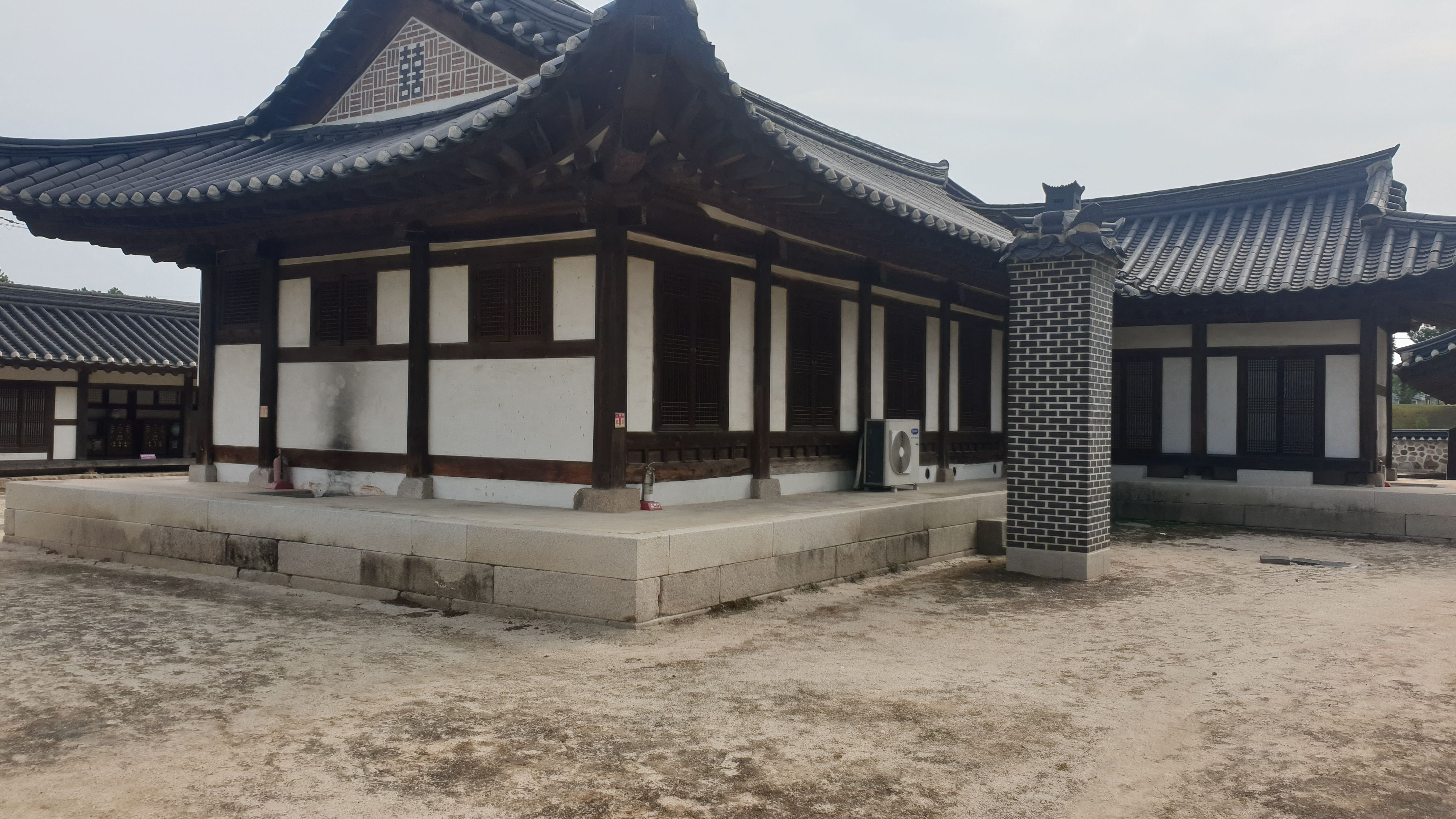
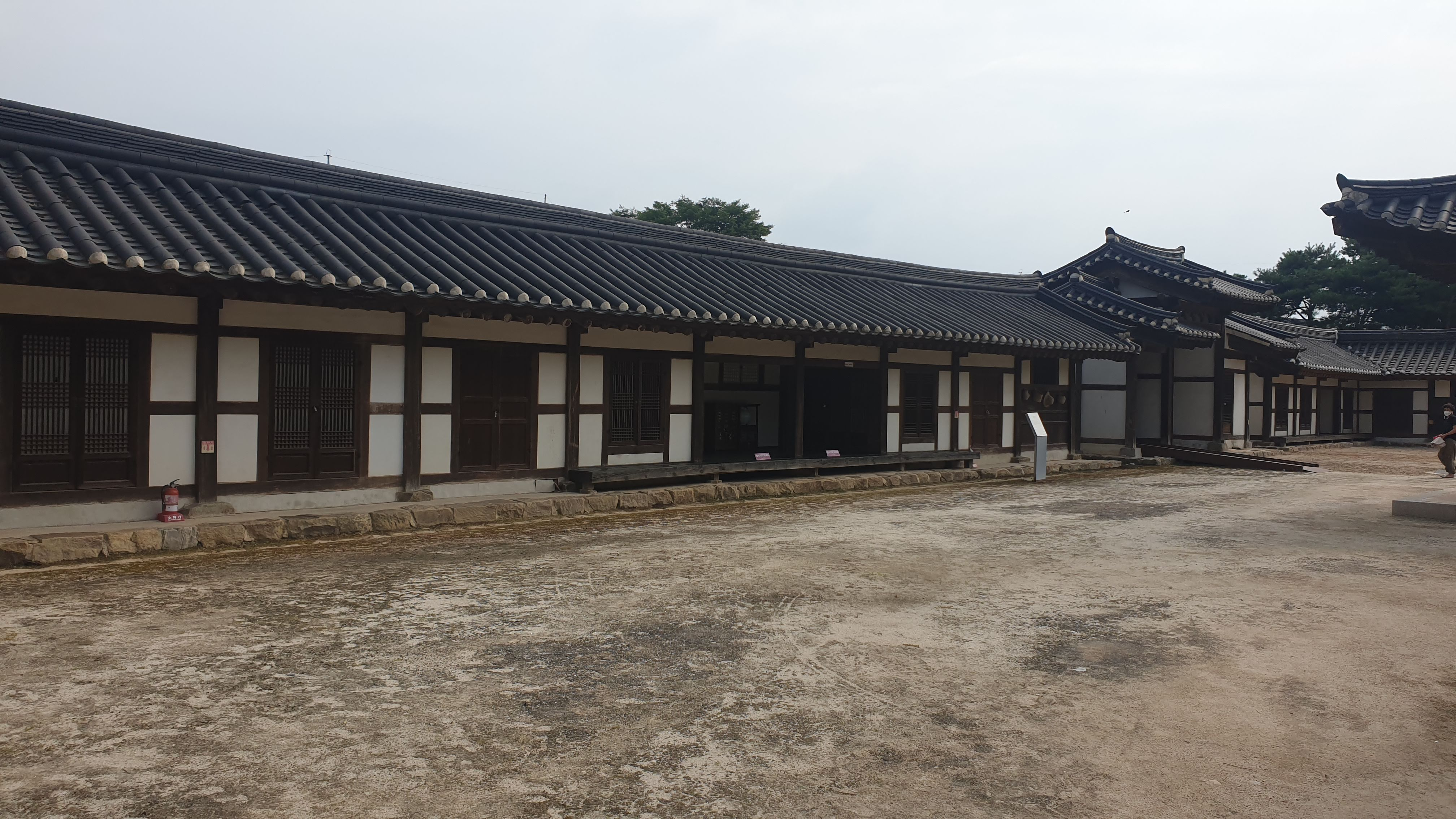
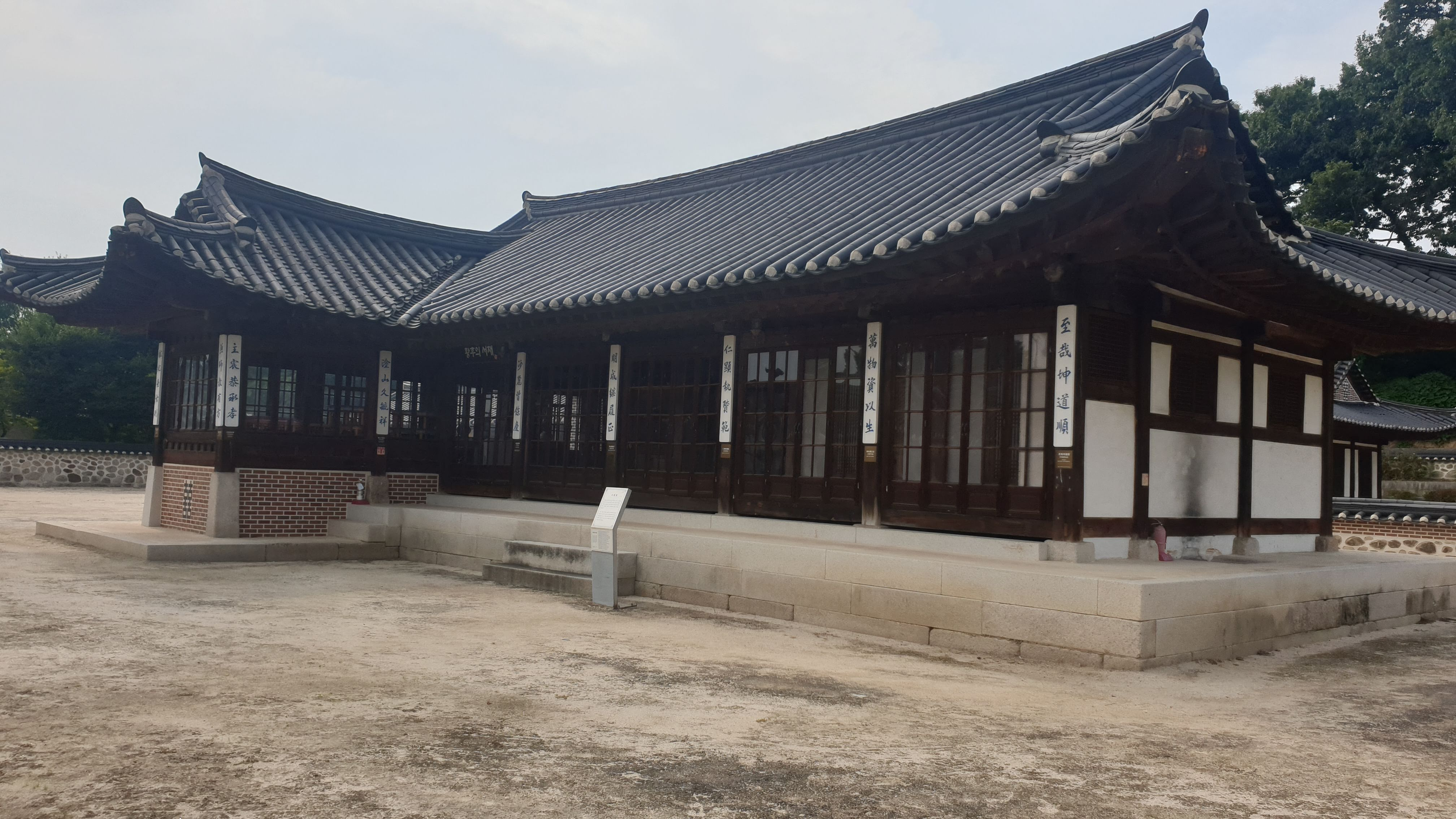
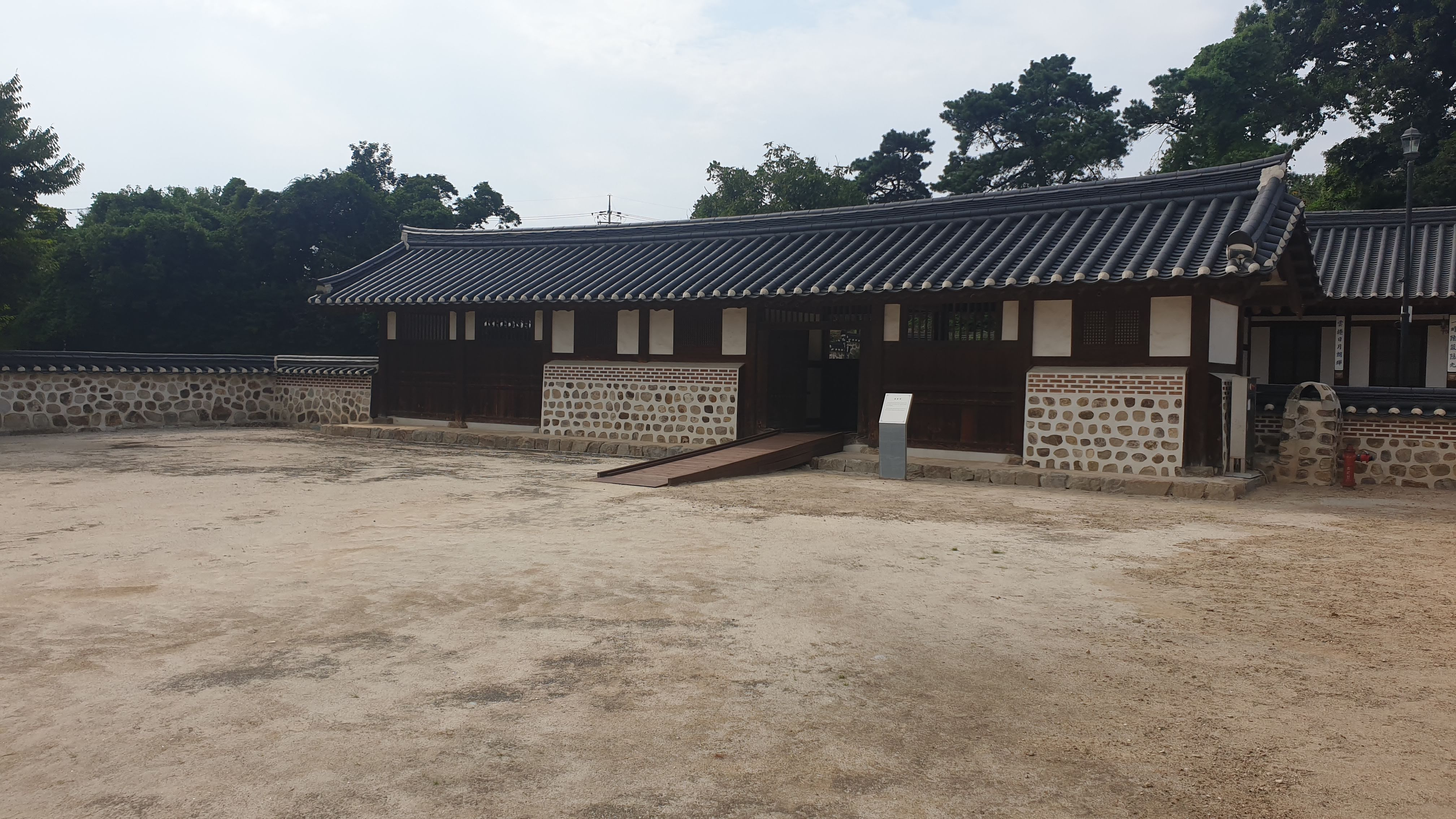
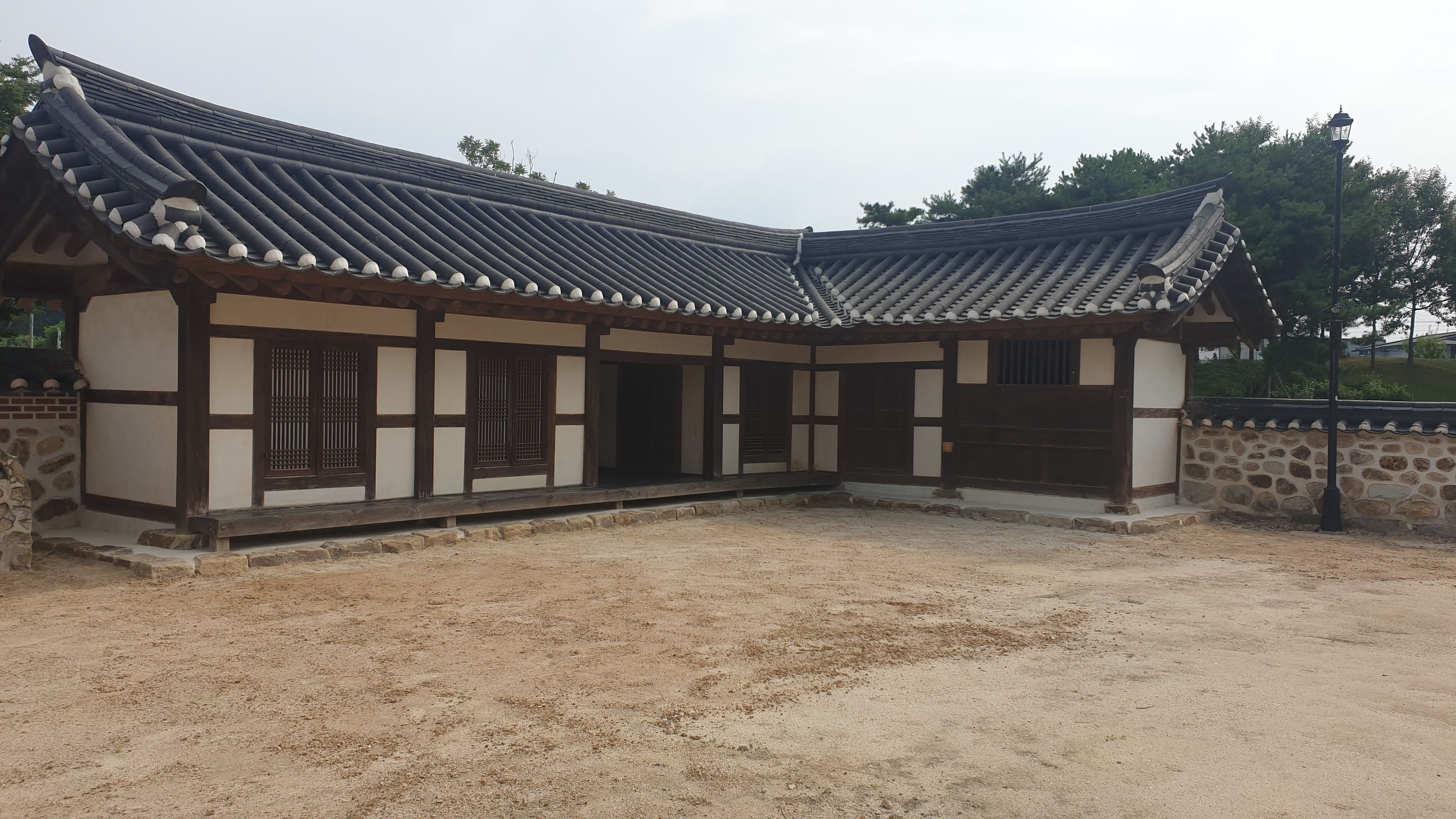
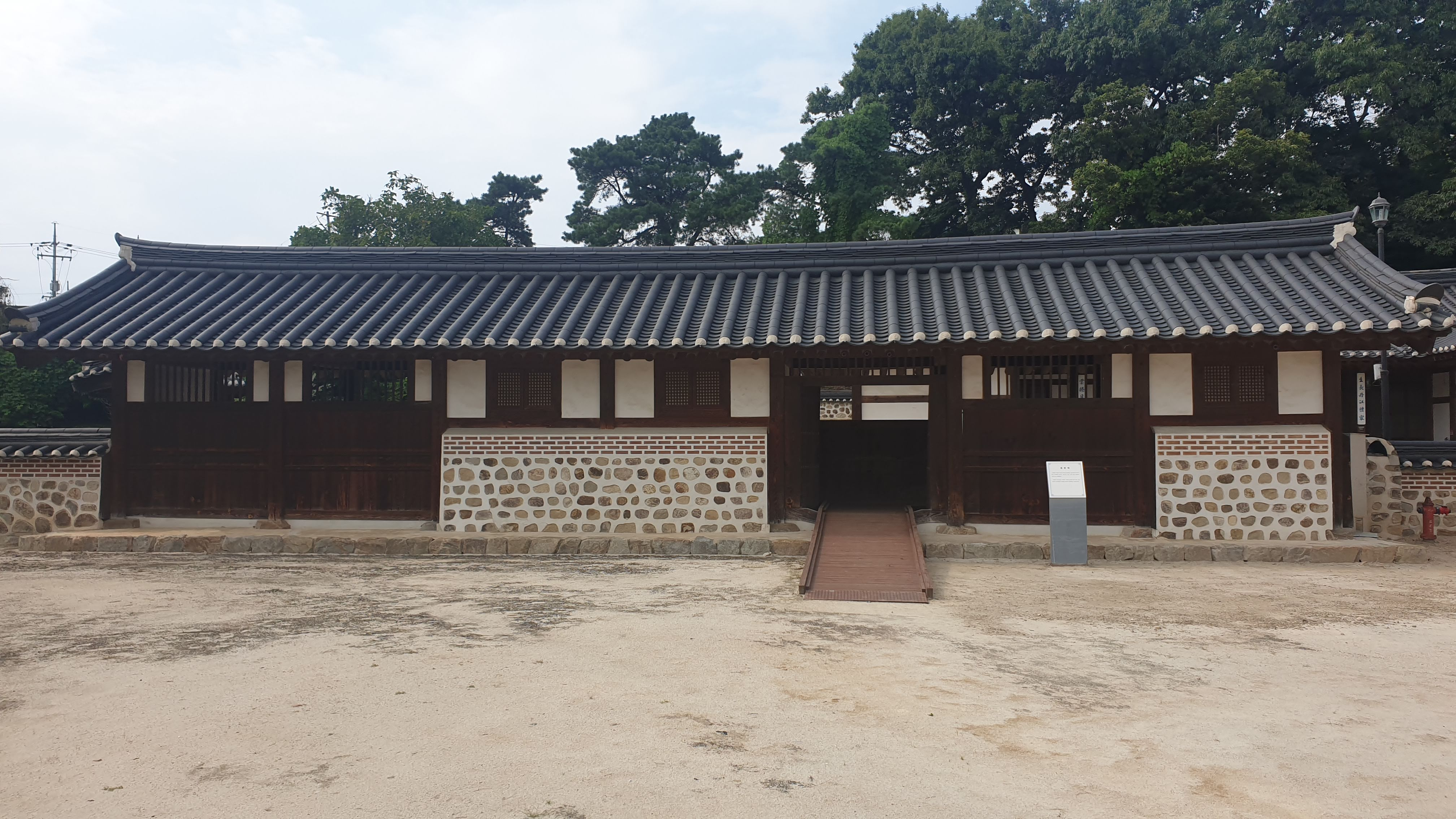
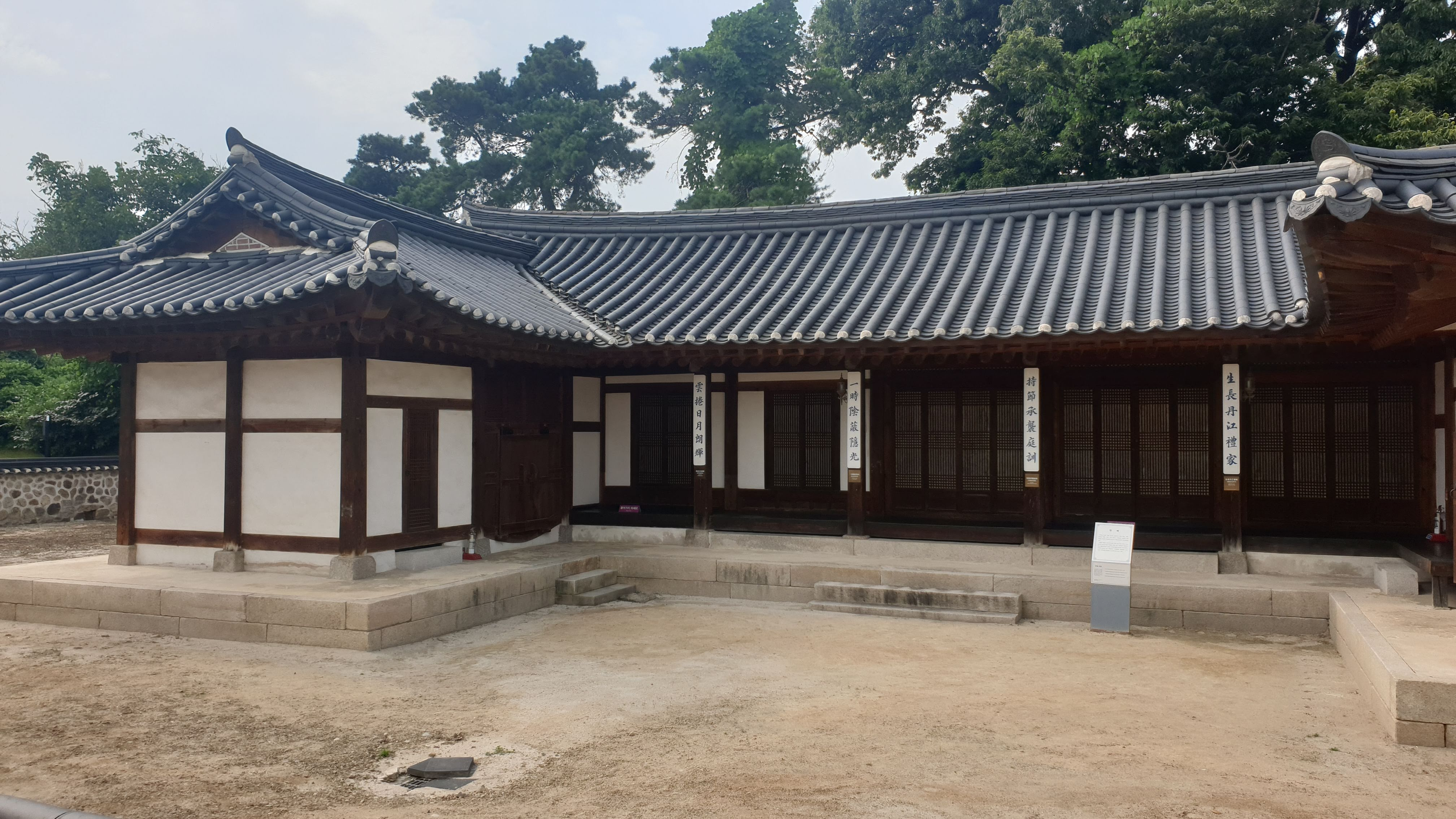
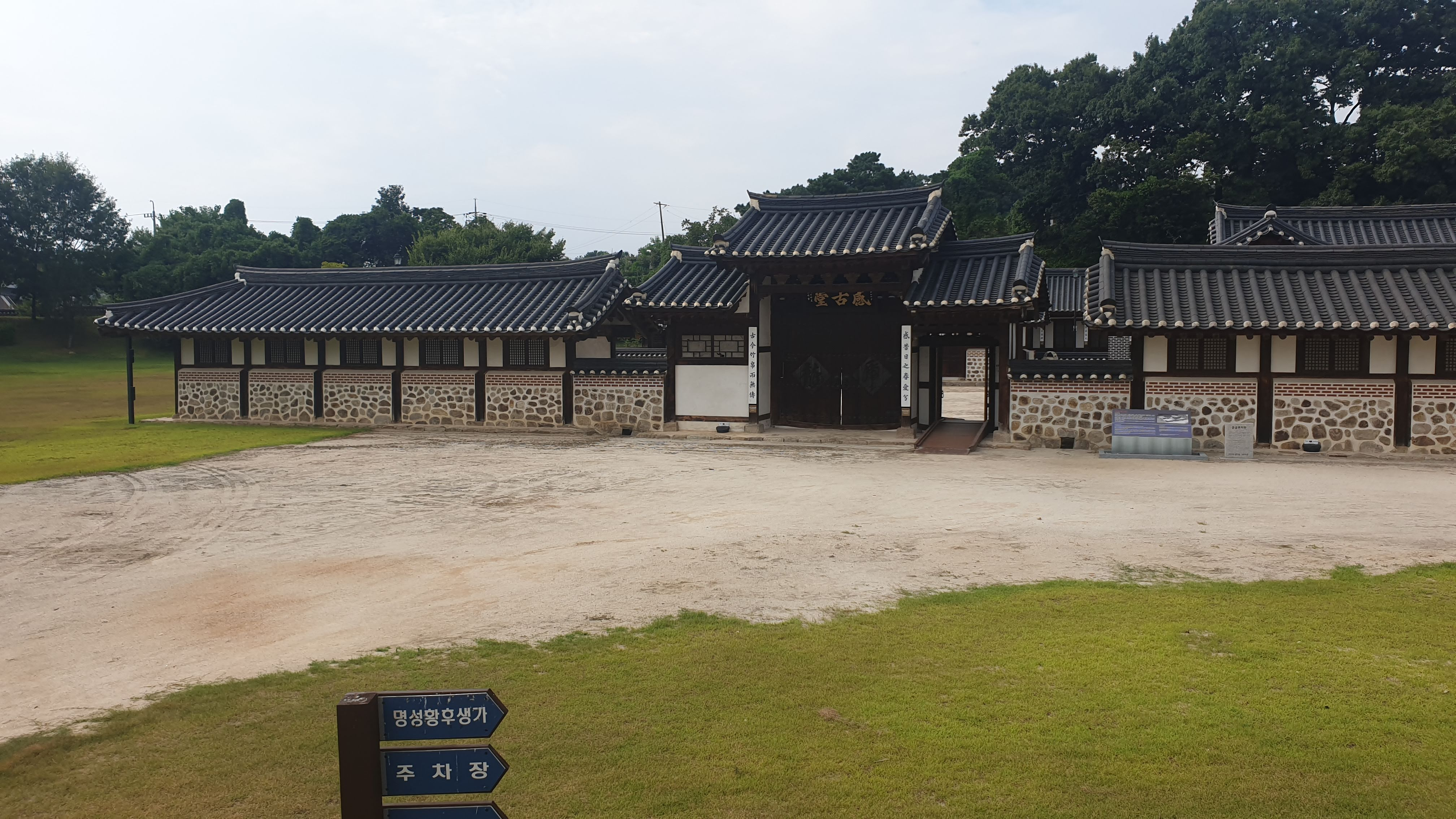
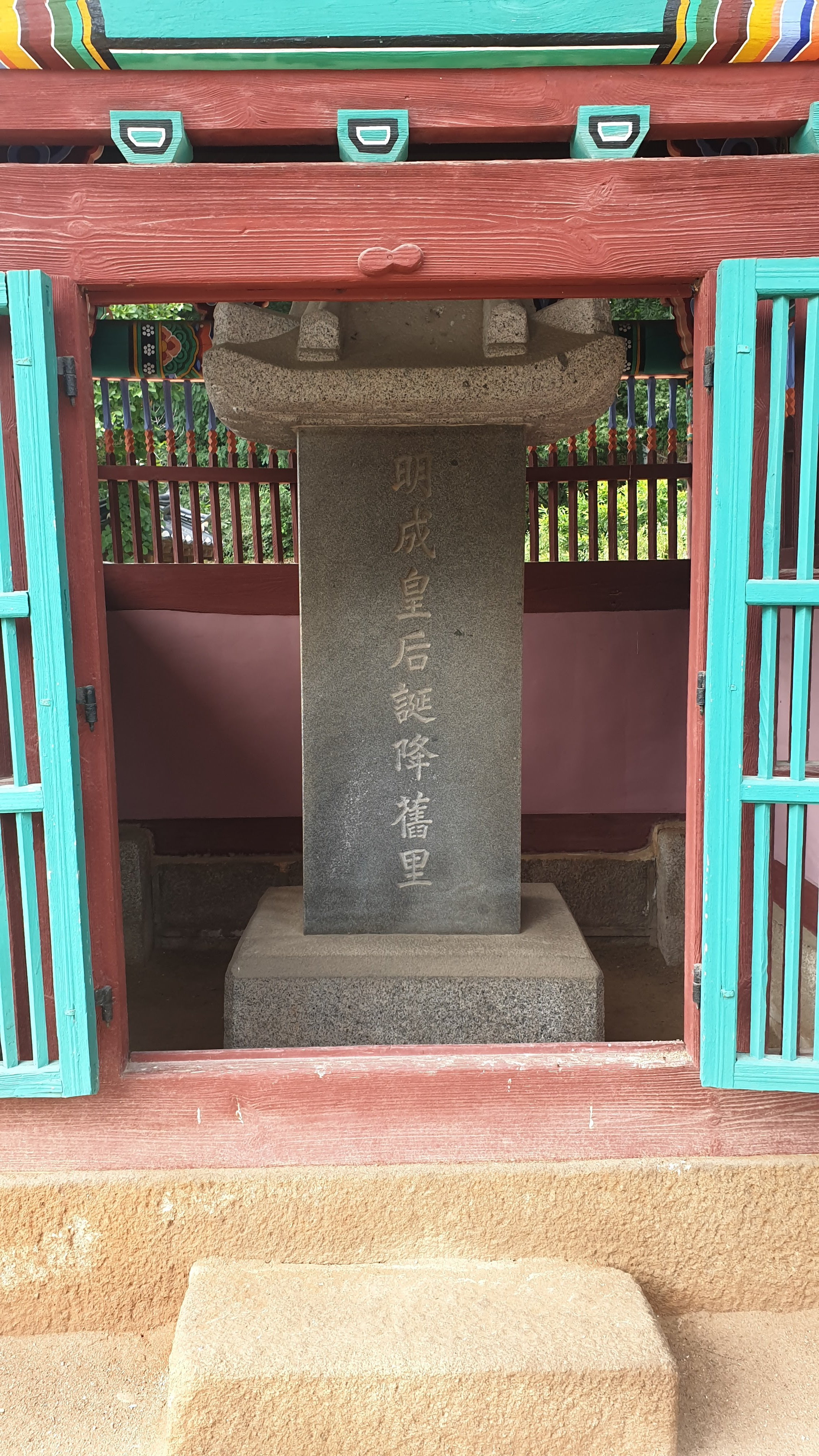
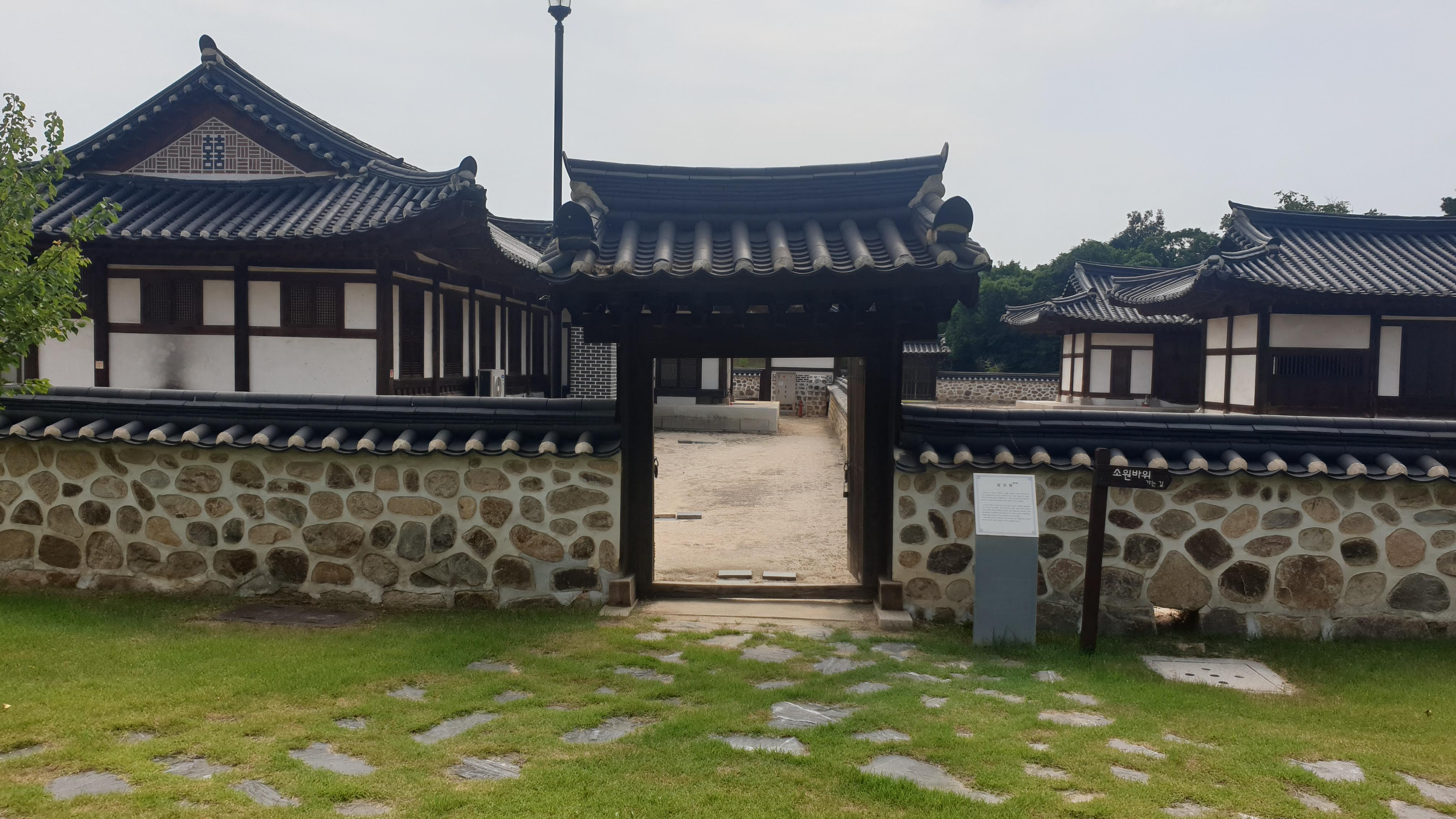

## 참고 문헌
- 이 문서에는 여주시청에서 공공누리 제1유형으로 배포된 자료를 바탕으로 한 내용이 포함되어 있습니다.
- 명성황후생가 - 국가유산청 국가유산포털